# Bầu cử tổng thống Hoa Kỳ 1904
Cuộc bầu cử tổng thống Hoa Kỳ năm 1904 là cuộc bầu cử tổng thống bốn năm một lần lần thứ 30, được tổ chức vào thứ Ba, ngày 8 tháng 11 năm 1904. Tổng thống đương nhiệm của Đảng Cộng hòa Theodore Roosevelt đã đánh bại ứng cử viên có lập trường bảo thủ của Đảng Dân chủ Alton B. Parker. Chiến thắng của Roosevelt đã đưa ông trở thành Tổng thống đầu tiên tái đắc cử sau một nhiệm kỳ nắm quyền nhờ kế nhiệm người tiền nhiệm qua đời khi tại chức. Roosevelt chỉ mới 46 tuổi khi thắng cử và lễ nhậm chức lần thứ hai của ông diễn ra vào ngày 4 tháng 3 năm 1905.
Roosevelt nhậm chức vào tháng 9 năm 1901 sau vụ ám sát người tiền nhiệm William McKinley. Sau cái chết của đồng minh của McKinley, Thượng nghị sĩ Mark Hanna vào tháng 2 năm 1904, Roosevelt vấp phải rất ít phản đối tại Đại hội toàn quốc Đảng Cộng hòa năm 1904 để giành được đề cử. Đảng Dân chủ phái Bourbon theo lập trường bảo thủ của cựu Tổng thống Grover Cleveland đã tạm thời giành lại quyền kiểm soát Đảng Dân chủ từ tay phe cánh của William Jennings Bryan, và Đại hội toàn quốc Đảng Dân chủ năm 1904 đã đề cử Alton B. Parker, Chánh án Tòa án Phúc thẩm New York, làm Tổng thống. Parker đã chiến thắng trong lần bỏ phiếu đầu tiên tại đại hội, đánh bại trùm báo chí William Randolph Hearst.
Vì có rất ít sự khác biệt giữa lập trường chính trị của các ứng cử viên nên chiến dịch chủ yếu tập trung vào tính cách cá nhân của họ; Đảng Dân chủ cho rằng nhiệm kỳ tổng thống của Roosevelt là "tùy tiện" và "thất thường". Đảng Cộng hòa thì lại nhấn mạnh sự thành công của Roosevelt trong lĩnh vực đối ngoại và nỗ lực không ngừng nghỉ trong cuộc chiến chống lại độc quyền kinh tế của ông. Roosevelt dễ dàng đánh bại Parker, thắng tất cả mọi khu vực của Hoa Kỳ ngoại trừ miền Nam, trong khi Parker thua nhiều bang mà Bryan thắng vào năm 1900, gồm cả bang New York, quê hương ông. Cách biệt phiếu phổ thông của Roosevelt là 18,8%, lớn nhất kể từ chiến thắng của James Monroe trong cuộc bầu cử tổng thống năm 1820 và sẽ là cách biệt phiếu phổ thông lớn nhất trong 100 năm từ năm 1820 đến cách biệt của Warren Harding vào năm 1920. Với chiến thắng vang dội của Roosevelt, ông trở thành ứng cử viên Tổng thống đầu tiên giành được hơn 300 phiếu đại cử tri trong một cuộc bầu cử Tổng thống. Đây là lần đầu tiên Missouri bỏ phiếu cho Đảng Cộng hòa kể từ năm 1868.

## Đề cử

### Đề cử của Đảng Cộng hòa
| Đề cử của Đảng Cộng hòa năm 1904     |                                              |
| Theodore Roosevelt                   | Charles W. Fairbanks                         |
| cho Tổng thống                       | cho Phó Tổng thống                           |
|                                      |                                              |
| Tổng thống Hoa Kỳ thứ 26 (1901–1909) | Thượng nghị sĩ Hoa Kỳ từ Indiana (1897–1905) |
|                                      |                                              |

Các ứng cử viên của Đảng Cộng hòa:

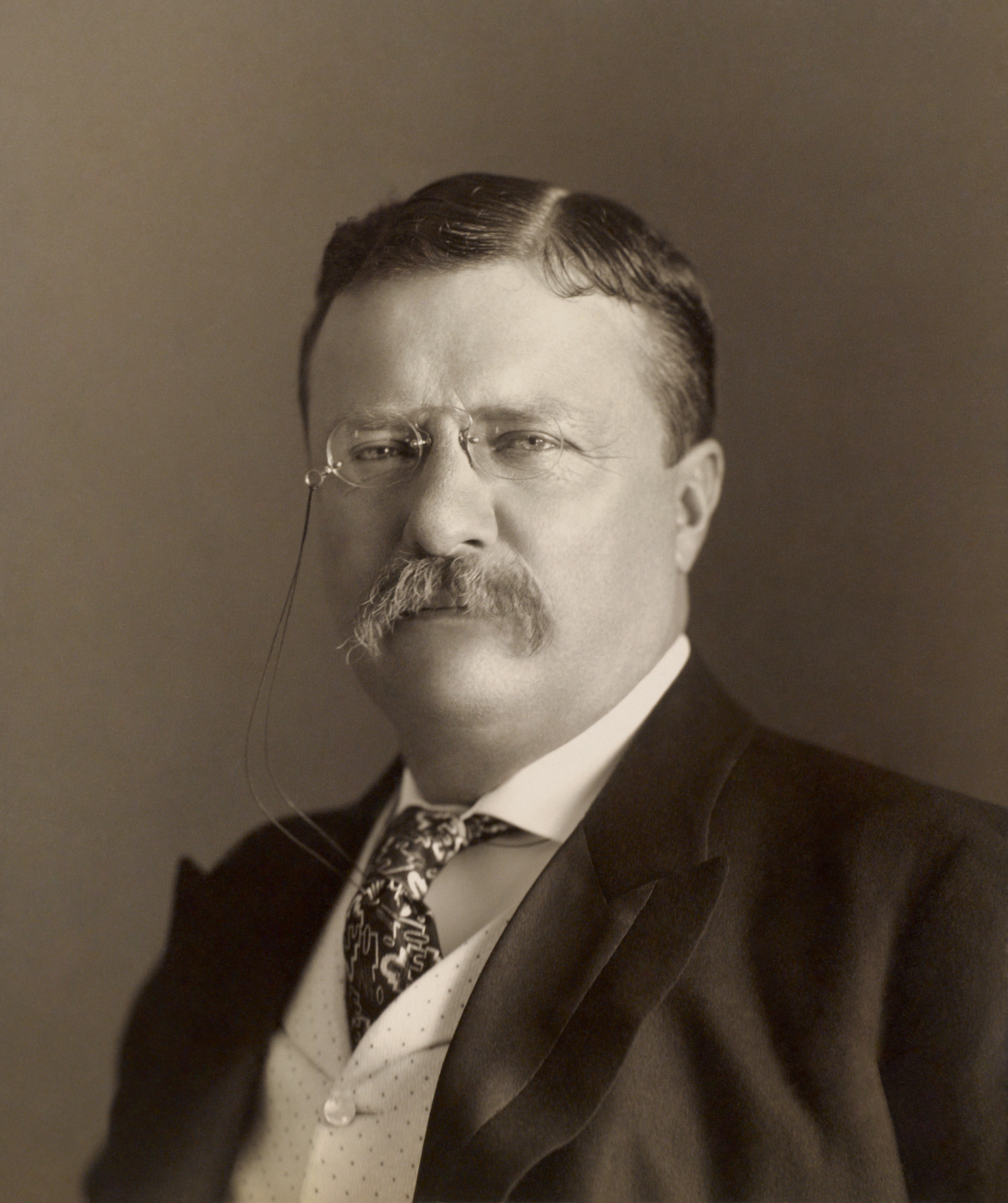
Tổng thống Theodore Roosevelt
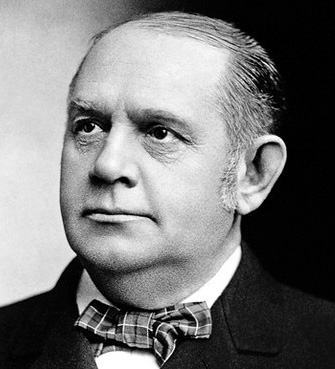
Thượng nghị sĩ Mark Hanna từ Ohio (qua đời 15/2/1904)

Khi Đại hội Đảng Cộng hòa triệu tập tại Chicago từ ngày 21 đến 23 tháng 6 năm 1904, Theodore Roosevelt dường như chắc chắn giành được đề cử. Ông đã vận động sôi nổi trong suốt các năm 1902 và 1903 với mục đích giành quyền kiểm soát đảng nhằm đảm bảo mình sẽ giành được đề cử. Một phong trào phản đối đề cử Roosevelt do Thượng nghị sĩ có lập trường bảo thủ Mark Hanna từ Ohio lãnh đạo, nhưng cái chết của Hanna vào tháng 2 năm 1904 đã khiến phong trào bị giải tán. Bài phát biểu đề cử Roosevelt do cựu thống đốc Frank S. Black từ New York trình bày và được Thượng nghị sĩ Albert J. Beveridge từ Indiana ủng hộ. Roosevelt được nhất trí đề cử ở lần bỏ phiếu đầu tiên với 994 phiếu bầu.
Vì những đảng viên bảo thủ trong Đảng Cộng hòa cho rằng Theodore Roosevelt là người cấp tiến nên sau nhiều nỗ lực, họ giành được quyền chọn ứng cử viên Phó Tổng thống. Thượng nghị sĩ Charles W. Fairbanks từ Indiana là lựa chọn hàng đầu trong giới bảo thủ dù bản thân ông luôn cố phải tỏ ra trung lập để không động chạm đến các đảng viên cấp tiến trong đảng. Roosevelt không hề thích ý tưởng chọn Fairbanks làm Phó Tổng thống. Bản thân ông ấy thích Dân biểu Robert R. Hitt từ Illinois hơn, nhưng dù sao ông cũng không coi chức Phó Tổng thống là đáng để tranh giành. Với sự ủng hộ vững chắc từ New York, Pennsylvania và Indiana, Fairbanks dễ dàng được đề cử trong liên danh Đảng Cộng hòa năm 1904.
Cương lĩnh của Đảng Cộng hòa nhất quyết duy trì thuế quan bảo hộ, kêu gọi tăng cường ngoại thương, cam kết duy trì tiêu chuẩn vàng, ủng hộ việc mở rộng tàu buôn, thúc đẩy lực lượng hải quân hùng mạnh và ca ngợi chi tiết chính sách đối nội và đối ngoại của Roosevelt. : 86 
| Phiếu bầu ứng cử viên Tổng thống | Phiếu bầu ứng cử viên Tổng thống |
| Lần bỏ phiếu                     | 1                                |
| -------------------------------- | -------------------------------- |
| Theodore Roosevelt               | 994                              |

| Phiếu bầu ứng cử viên Phó Tổng thống | Phiếu bầu ứng cử viên Phó Tổng thống |
| Phiếu                                | thứ nhất                             |
| ------------------------------------ | ------------------------------------ |
| Charles W. Fairbanks                 | 994                                  |

### Đề cử của Đảng Dân chủ
| Đề cử của Đảng Dân chủ năm 1904                |                                                   |
| Alton B. Parker                                | Henry G. Davis                                    |
| cho Tổng thống                                 | cho Phó Tổng thống                                |
|                                                |                                                   |
| Chánh án Tòa án Phúc thẩm New York (1898–1904) | Thượng nghị sĩ Hoa Kỳ từ Tây Virginia (1871–1883) |
| Chiến dịch                                     |                                                   |
|                                                |                                                   |

Các ứng cử viên của Đảng Dân chủ:

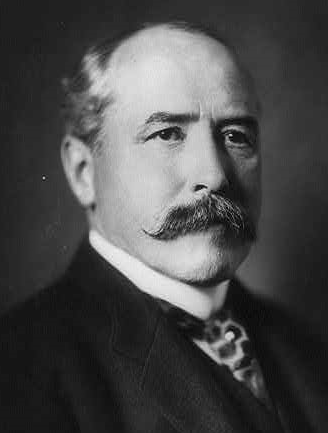
Chánh án Alton B. Parker từ New York
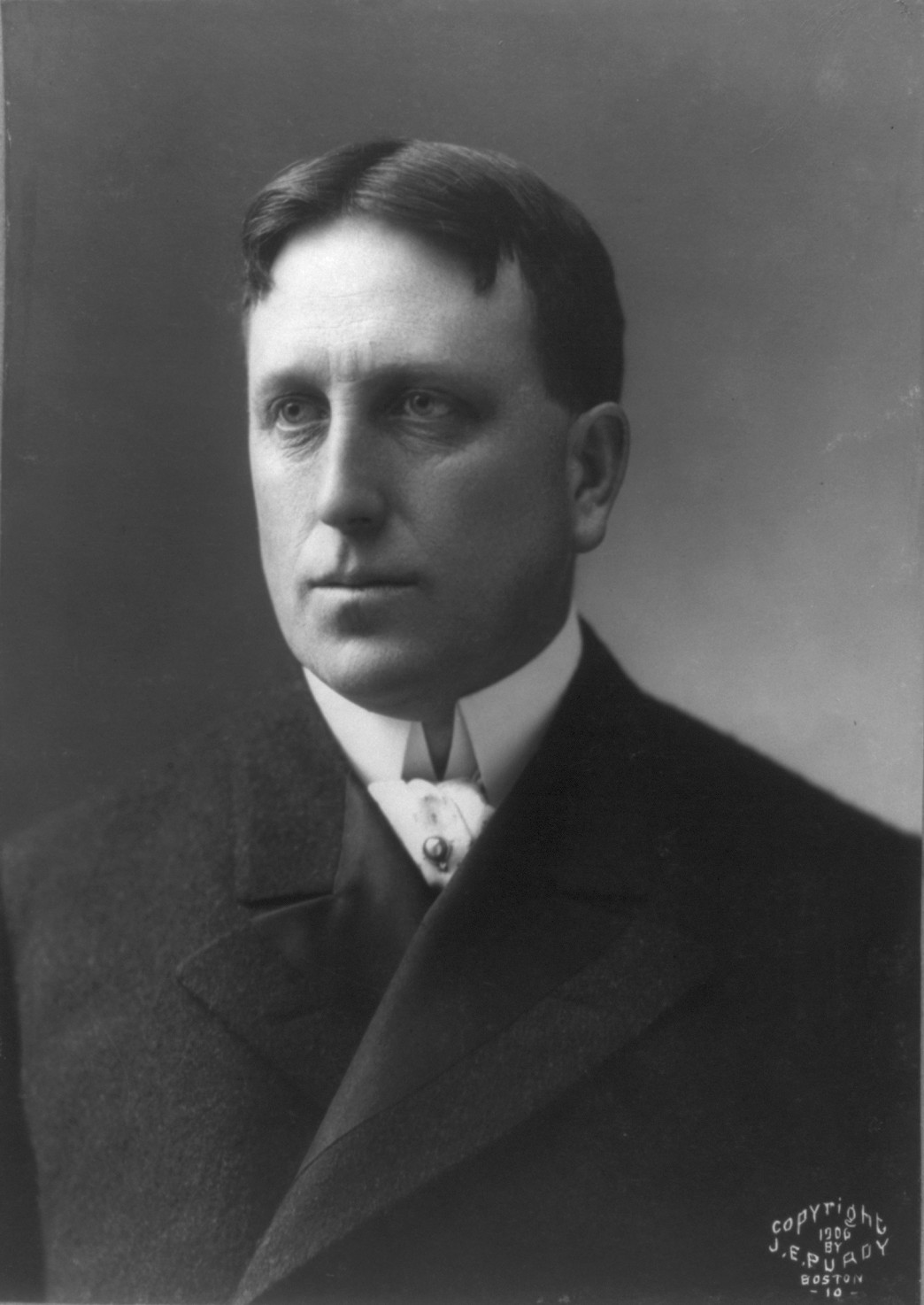
Dân biểu William Randolph Hearst từ New York
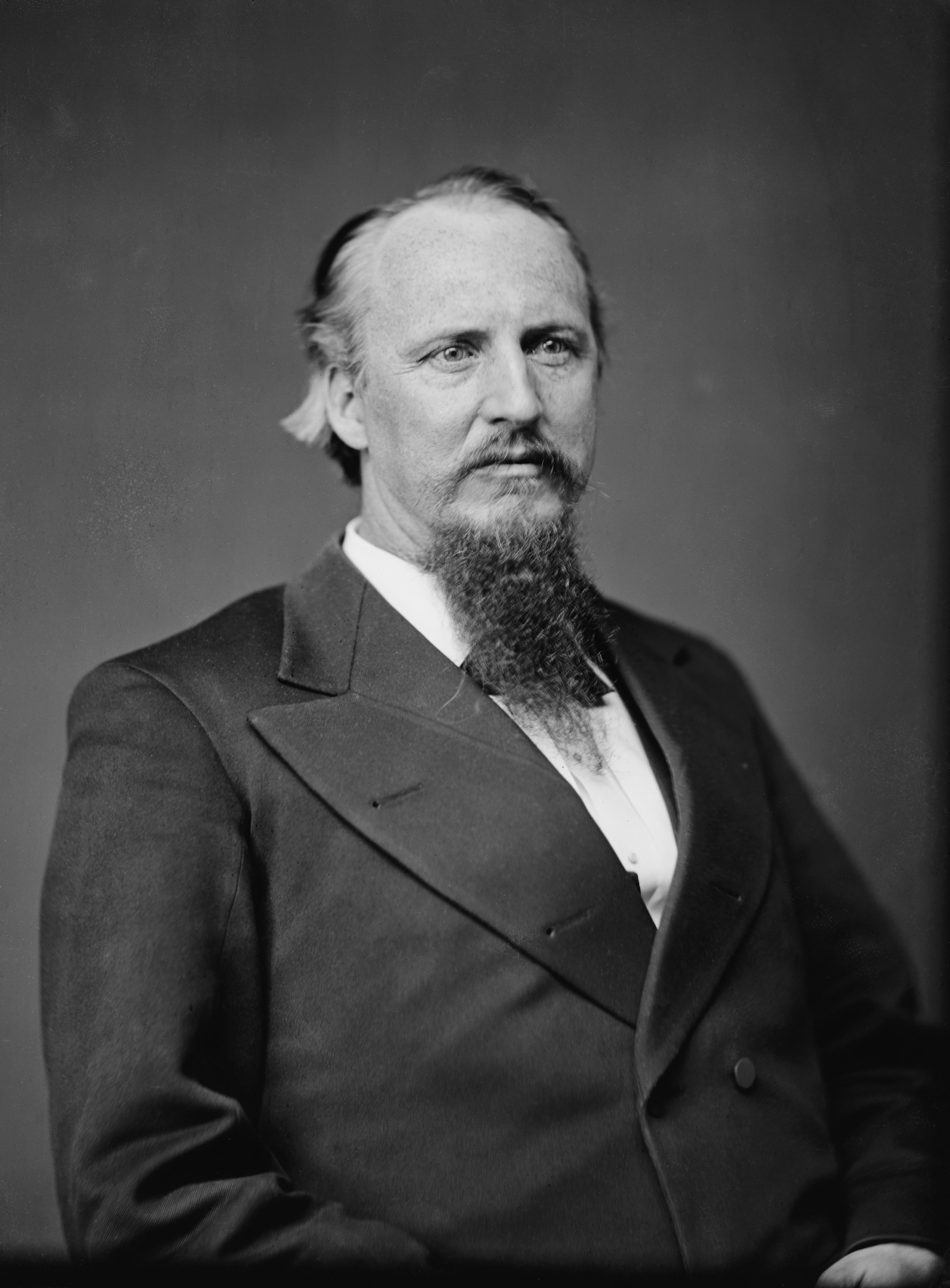
Thượng nghị sĩ Francis Cockrell từ Missouri
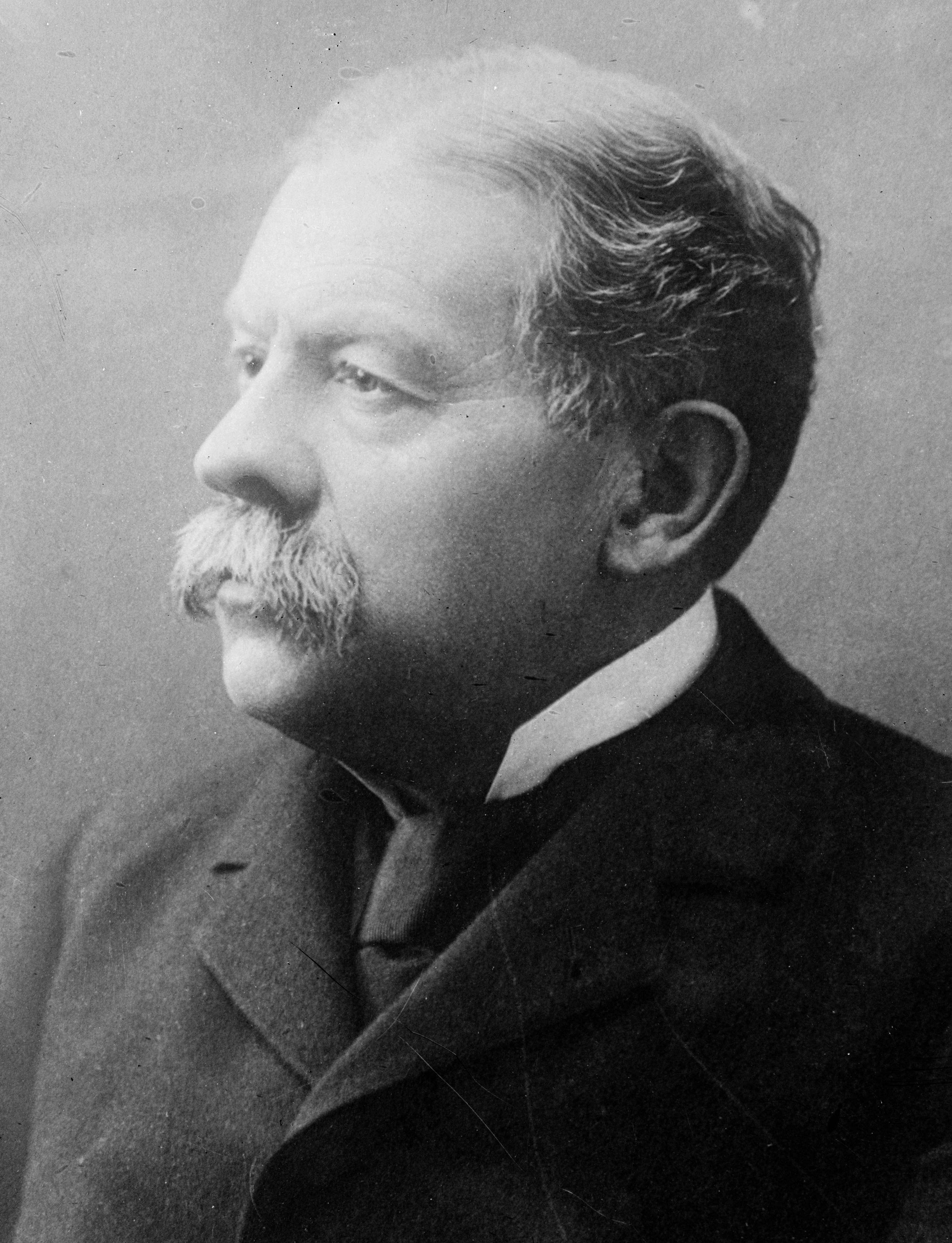
Cựu Ngoại trưởng Richard Olney từ Massachusetts
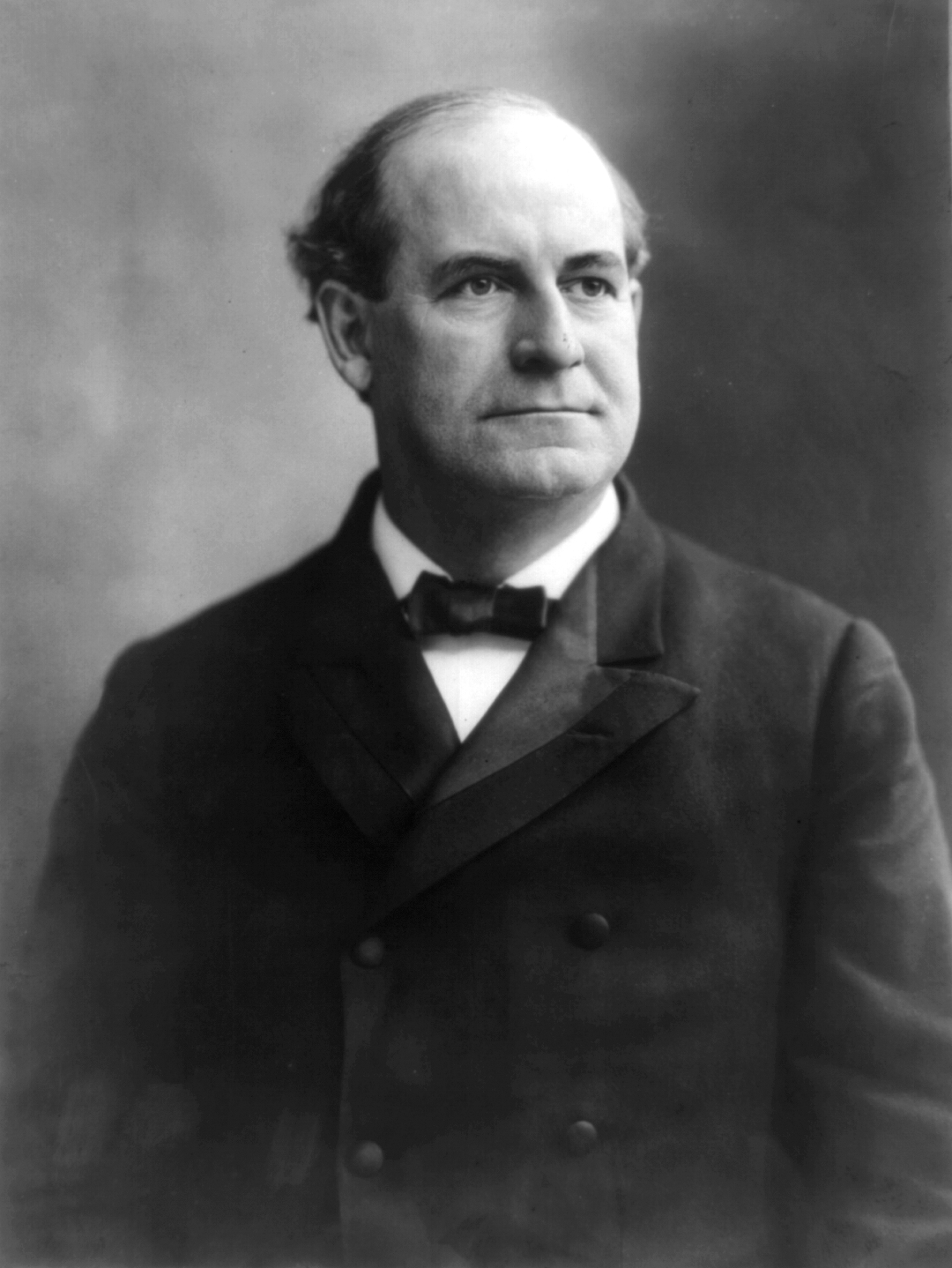
William Jennings Bryan từ Nebraska (từ chối tranh cử: 10/1)
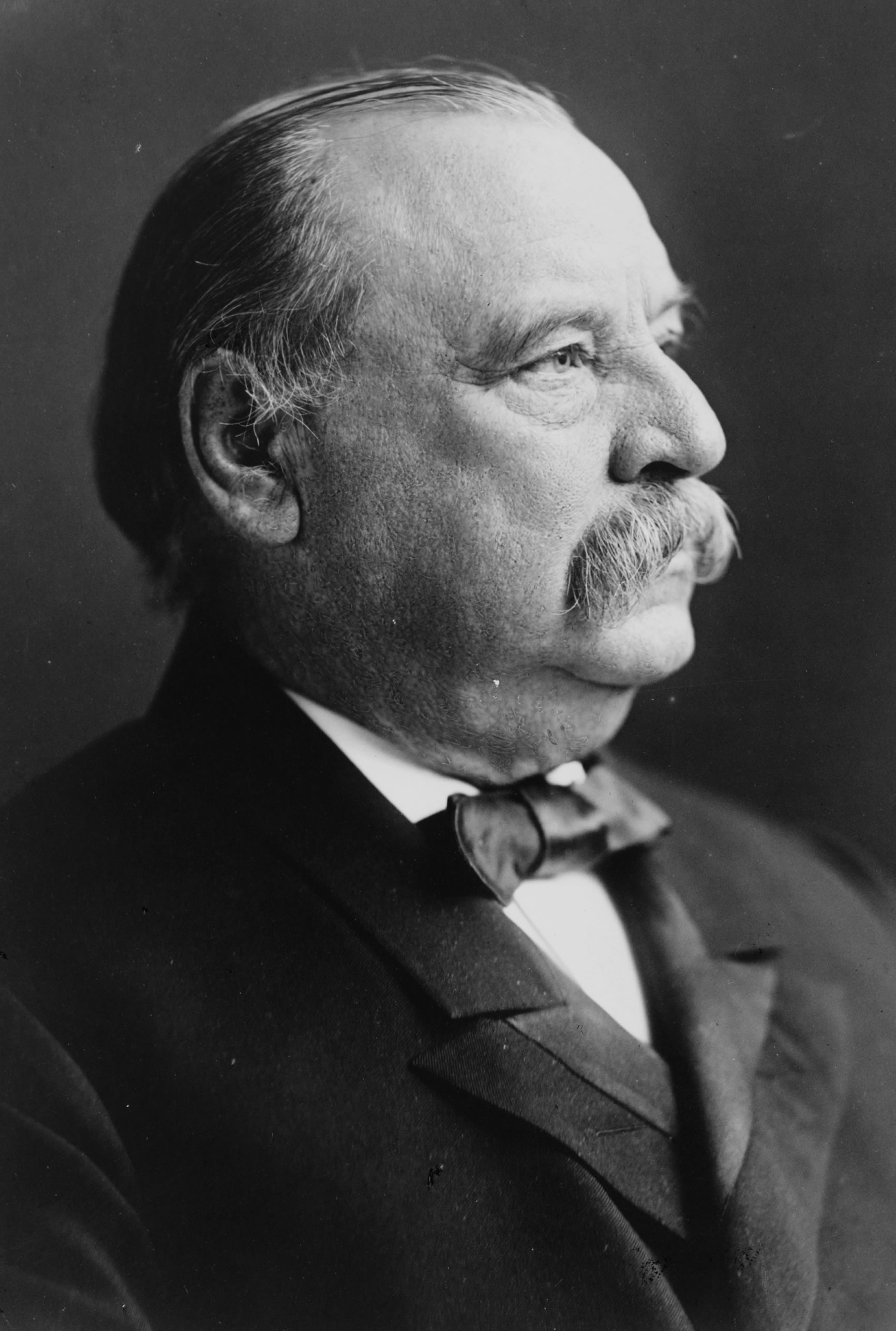
Cựu Tổng thống Grover Cleveland từ New York (từ chối tranh cử)
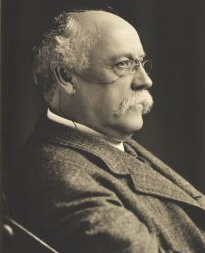
Edward C. Wall từ Wisconsin
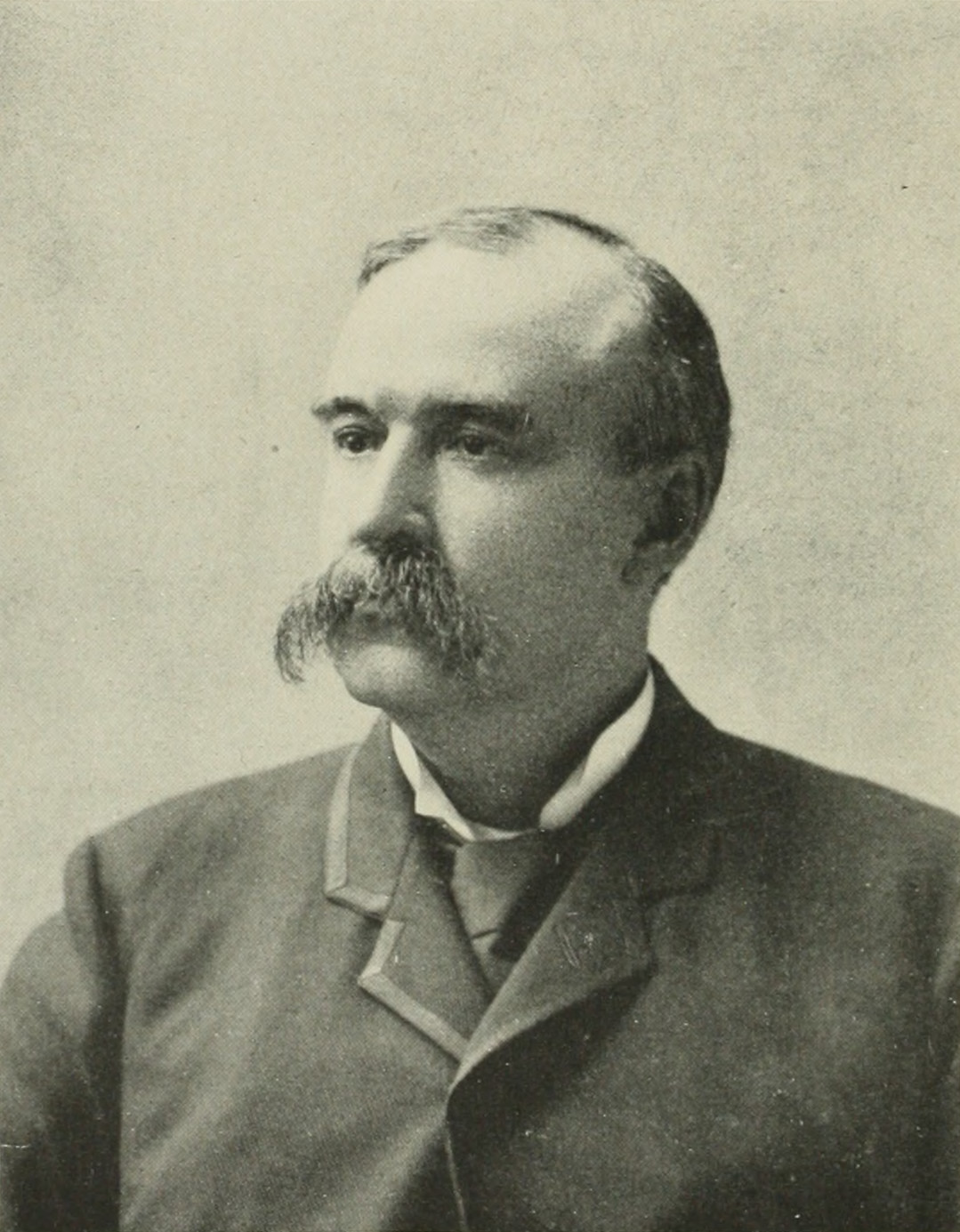
George Gray từ Delaware
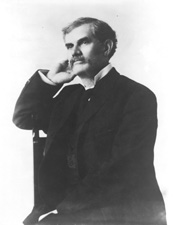
Dân biểu John Sharp Williams từ Mississippi
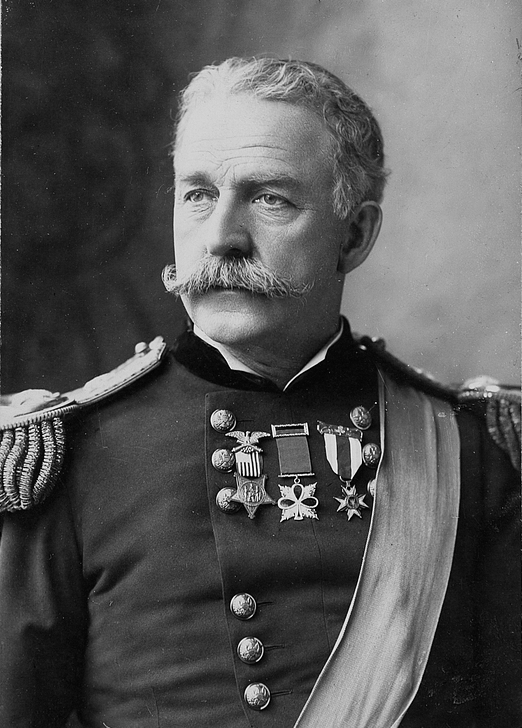
Trung tướng Nelson A. Miles từ Massachusetts

Năm 1904, cả William Jennings Bryan và cựu Tổng thống Grover Cleveland đều từ chối ra tranh cử Tổng thống. Vì 2 ứng cử viên của Đảng Dân chủ trong các cuộc bầu cử trước đây không giành đề cử Tổng thống nên Alton B. Parker, một đảng viên Đảng Dân chủ phái Bourbon từ New York, nổi lên trở thành ứng cử viên hàng đầu của đảng.
Parker là Chánh án Tòa án Phúc thẩm New York, được cả Đảng Dân chủ và Đảng Cộng hòa ở bang tôn trọng. Thậm chí, Đảng Cộng hòa nhiều lúc còn không chống lại Parker khi ông tranh cử vào các vị trí chính trị khác nhau. Parker không muốn được đề cử, nhưng ông không có cách nào để kiềm chế sự ủng hộ từ những đảng viên bảo thủ trong đảng, đặc biệt là sự ủng hộ từ nhóm Tammany Hall. Cựu Tổng thống Grover Cleveland sau đó tuyên bố ủng hộ Parker.
Các đại biểu từ Florida được chọn thông qua một cuộc bầu cử sơ bộ, đây là lần đầu tiên một cuộc bầu cử sơ bộ được tổ chức để chọn các đại biểu tham dự một đại hội đảng đề cử Tổng thống.
Đại hội của Đảng Dân chủ được triệu tập tại St. Louis, Missouri, từ ngày 6 đến 9 tháng 7 năm 1904, được coi là "một trong những đại hội thú vị và giật gân nhất trong lịch sử của Đảng Dân chủ." Cuộc đấu tranh trong nội bộ Đảng Dân chủ về người được đề cử gây tranh cãi cũng như chính cuộc bầu cử sơ bộ. Mặc dù Parker, đã ngừng hoạt động chính trị trong 20 năm, không có bất kỳ kẻ thù hay sai sót nào có thể khiến ông không giành được đề cử, vậy mà lại có một trận chiến gay gắt đã diễn ra nhằm chống lại Parker từ các đảng viên cấp tiến trong đảng từ những tháng trước đại hội.
Mặc dù thực tế là Parker đã ủng hộ Bryan vào các năm 1896 và 1900, Bryan vẫn rất ghét ông ta vì Parker là một trong những đảng viên ủng hộ vàng trong Đảng Dân chủ. Bryan muốn đảng đề cử người có ít uy tín nhất, người mà không thể giành quyền kiểm soát đảng khỏi tay ông. Ông tố cáo Chánh án Parker là công cụ của Phố Wall trước khi Parker giành được đề cử và tuyên bố rằng không một đảng viên Đảng Dân chủ có lòng tự trọng nào có thể bỏ phiếu cho ông ta.
William Randolph Hearst từ New York luôn cố tỏ ra là người "tiêu chuẩn" trong mắt Bryan với tư cách là nhà xuất bản và hiện là nghị sĩ. Hearst sở hữu 8 tờ báo, tất cả đều ủng hộ người lao động, tích cực hoạt động chống phá lòng tin, đấu tranh vì chính nghĩa của "những người lao động mưu sinh". Vì chủ nghĩa tự do này của mình, Hearst được phái đoàn Illinois cam kết ủng hộ và lời hứa ủng hộ từ một số bang khác. Mặc dù tờ báo của Hearst là tờ báo lớn duy nhất ở miền Đông ủng hộ William Jennings Bryan và bản vị lưỡng kim vào năm 1896, nhưng éo le thay, sự ủng hộ của ông dành cho Bryan không được đền đáp khi Bryan ủng hộ đề cử Francis Cockrell.

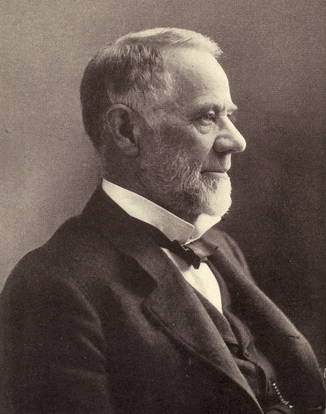
Ở tuổi 80, Davis là ứng cử viên lớn tuổi nhất của một đảng lớn từng được đề cử cho các vị trị cấp quốc gia.

Viễn cảnh Hearst được đề cử khiến các đảng viên Đảng Dân chủ có lập trường bảo thủ sợ hãi đến mức họ phải gia tăng nỗ lực để Parker được đề cử trong lần bỏ phiếu đầu tiên. Parker nhận được 658 phiếu trong lần bỏ phiếu đầu tiên, thiếu 9 phiếu so với 2/3 tổng số phiếu bầu ủng hộ cần thiết. Tuy nhiên, trước khi kết quả được công bố, 21 phiếu nữa được chuyển cho Parker. Kết quả là Parker đã dễ dàng giành được đề cử ở lần bỏ phiếu đầu tiên với 679 phiếu, 181 phiếu cho Hearst và số còn lại rải rác cho các ứng cử viên khác.
Sau khi Parker được đề cử, Bryan cáo buộc rằng Parker được chống lưng bởi các quỹ tín thác và rằng ông được đảm bảo sẽ giành được đề cử nhờ gian lận. Bryan cũng nói rằng người lao động đã bị phản bội tại đại hội. Thật vậy, Parker là một trong những thẩm phán của Tòa án Phúc thẩm New York đã tuyên bố ngày làm việc 8 giờ là vi hiến.
Trước khi một ứng cử viên Phó Tổng thống được đề cử, Parker đã ngay lập tức hành động khi biết rằng cương lĩnh của Đảng Dân chủ sẽ làm ngơ các vấn đề tiền tệ. Để làm rõ quan điểm của mình, Parker, sau khi được đề cử, đã thông báo với đại hội qua thư rằng ông ủng hộ chế độ bản vị vàng và đe dọa sẽ rút lui nếu các vấn đề tiền tệ bị đa số các đại biểu phản đối.
Đây là lần đầu tiên một ứng cử viên dám làm như vậy. Đó là một hành động táo bạo có thể khiến ông không được đề cử và khiến ông bị khai trừ khỏi đảng, nơi mà ông đã phục vụ và tin tưởng suốt đời mình.

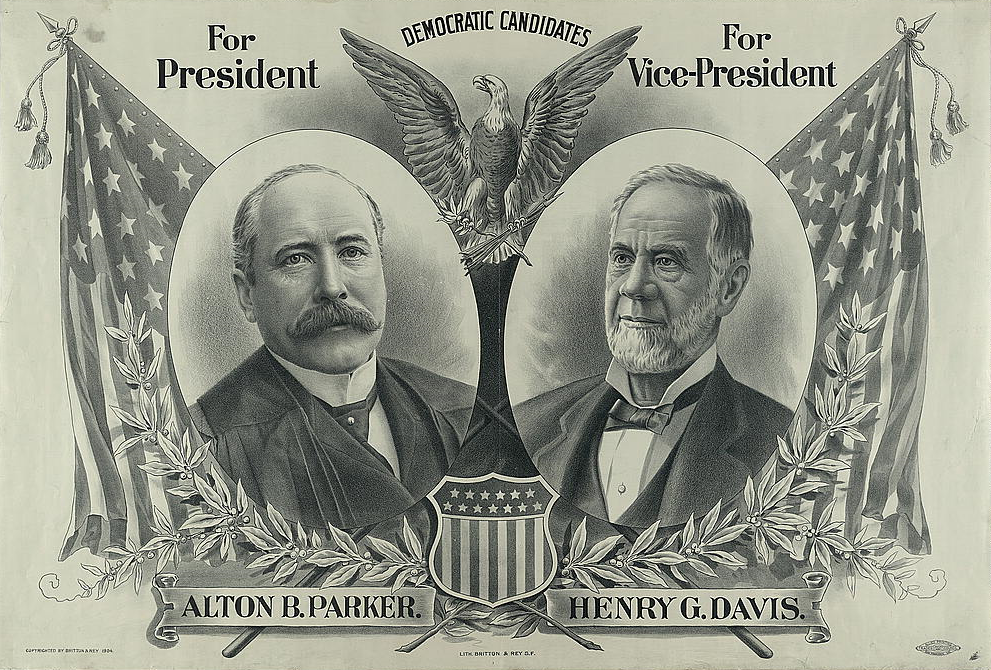
Áp phích chiến dịch của Parker/Davis

Sau cùng, cựu Thượng nghị sĩ Henry G. Davis từ Tây Virginia được đề cử làm Phó Tổng thống; ở tuổi 80, là ứng cử viên lớn tuổi nhất từ 1 trong 2 đảng lớn từng được đề cử vào một chức vụ cấp quốc gia. Davis giành được đề cử vì giới thượng tầng tin rằng với tư cách là một triệu phú, chủ mỏ, ông trùm đường sắt và chủ ngân hàng, ông có thể hỗ trợ tài chính cho chiến dịch. Hy vọng của họ đã tiêu tan khi Davis không đóng góp đáng kể tiền vào quỹ chiến dịch của đảng.
Cương lĩnh của Đảng Dân chủ cam kết cắt giảm chi tiêu của chính phủ và tiến hành một cuộc điều tra của quốc hội đối với các cơ quan hành pháp "vốn là nơi có nạn tham nhũng tràn lan"; lên án sự độc quyền kinh tế; cam kết chấm dứt hợp đồng của chính phủ với các công ty vi phạm luật chống độc quyền; chống chủ nghĩa đế quốc; kiên quyết đòi độc lập cho Philippines ; và phản đối thuế quan bảo hộ mậu dịch. Nó ủng hộ ngày làm việc 8 giờ; xây dựng kênh đào Panama; bầu trực tiếp các thượng nghị sĩ; kết nạp các lãnh thổ miền Tây; ủng hộ xóa bỏ chế độ đa thê; các hiệp định thương mại song phương; cắt giảm quân số trong quân đội; và thực hiện luật công vụ. Nó lên án chính quyền Roosevelt là "đột biến, thất thường, giật gân, ngoạn mục và độc đoán."
| Phiếu bầu ứng cử viên Tổng thống | 1 (trước khi Đại hội làm việc) | 1 (sau khi Đại hội làm việc) | Bế mạc                   | Phiếu bầu ứng cử viên Phó Tổng thống | 1   | Bế mạc |
| -------------------------------- | ------------------------------ | ---------------------------- | ------------------------ | ------------------------------------ | --- | ------ |
| Alton B. Parker                  | 658                            | 679                          | 1.000                    | Henry G. Davis                       | 654 | 1.000  |
| William Randolph Hearst          | 200                            | 181                          |                          | James R. Williams                    | 165 |        |
| Francis Cockrell                 | 42                             | 42                           | George Turner            | 100                                  |     |        |
| Richard Olney                    | 38                             | 38                           | William Alexander Harris | 58                                   |     |        |
| Edward C. Wall                   | 27                             | 27                           | Phiếu trắng              | 23                                   |     |        |
| George Gray                      | 12                             | 12                           |                          |                                      |     |        |
| John Sharp Williams              | 8                              | 8                            |                          |                                      |     |        |
| Robert E. Pattison               | 4                              | 4                            |                          |                                      |     |        |
| George B. McClellan Jr.          | 3                              | 3                            |                          |                                      |     |        |
| Nelson A. Miles                  | 3                              | 3                            |                          |                                      |     |        |
| Charles A. Towne                 | 2                              | 2                            |                          |                                      |     |        |
| Arthur Pue Gorman                | 2                              | -                            |                          |                                      |     |        |
| Chim Sim Coler                   | 1                              | 1                            |                          |                                      |     |        |

### Đề cử của Đảng Xã hội

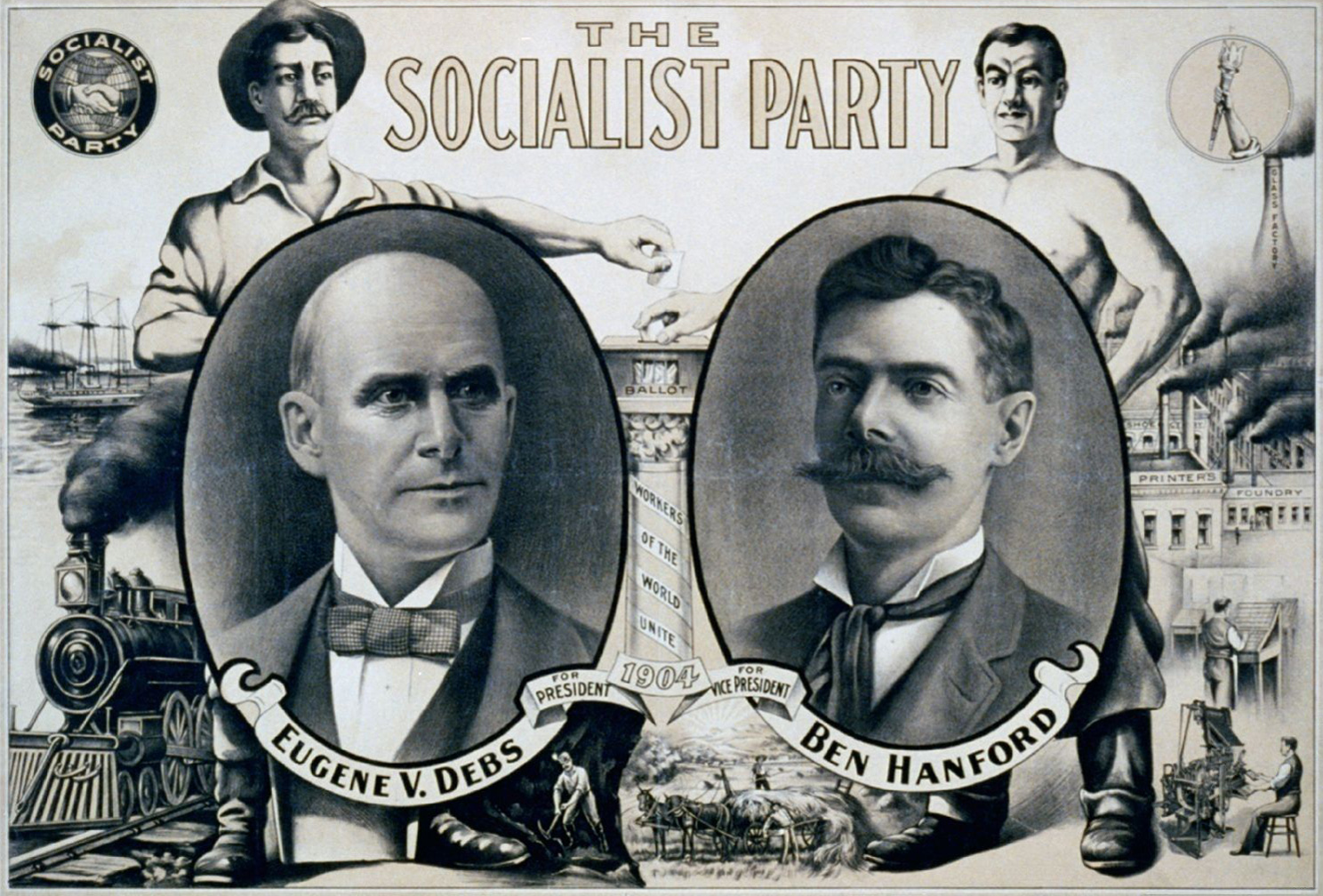
Áp phích chiến dịch của Debs/Hanford

Đảng Xã hội Hoa Kỳ được thành lập từ sự hợp nhất của Đảng Dân chủ Xã hội Hoa Kỳ và phái Kangaroo của Đảng Lao động Xã hội Hoa Kỳ tại đại hội năm 1901 ở Indianapolis. Đảng Xã hội nhận được hơn 227.000 phiếu trong cuộc bầu cử Hạ viện Hoa Kỳ năm 1902, gấp đôi số phiếu bầu mà Eugene V. Debs nhận được vào năm 1900. 9 đảng viên Đảng Xã hội đã được bầu vào hội đồng thành phố của Milwaukee, Wisconsin trong cuộc bầu cử năm 1904.
Vào ngày 5 tháng 5 năm 1904, George D. Herron đề cử Debs làm Tổng thống trong khi Hermon F. Titus đề cử Ben Hanford làm Phó Tổng thống. 183 đại biểu tham dự đại hội đã bỏ phiếu nhất trí đề cử Debs và Hanford làm liên danh của Đảng Xã hội. Debs chấp nhận đề cử vào ngày 6 tháng 5, và chủ tịch Seymour Stedman gọi Debs là "Ferdinand Lassalle của thế kỷ 20".
Đảng Xã hội đã vận động được 32.700 đô la cho chiến dịch. Debs nhận được 402.810 phiếu, gấp hơn 4 lần số phiếu mà ông nhận được vào năm 1900 và ông đã nhận được nhiều phiếu nhất từ Illinois. Debs nhận được nhiều phiếu bầu hơn Parker ở các quận như Rock Island ở Illinois và Skamania ở Washington, đồng thời vượt qua Roosevelt ở một số quận miền Nam.

### Đảng nhỏ

#### Đề cử của Đảng Lục địa
Đảng Lục địa họp ở Chicago vào ngày 31 tháng 8 năm 1904. Họ đề cử Austin Holcomb làm ứng cử viên Tổng thống của họ. Ban đầu, George H. Shibley được đề cử làm Phó Tổng thống. Tuy nhiên, ông ấy từ chối tranh cử và A. King đã được đề cử thay cho ông.

#### Đề cử của Đảng Nhân dân (Đảng Dân túy)
Đảng Dân túy tổ chức đại hội toàn quốc ở Springfield, Illinois từ ngày 4 đến ngày 6 tháng 7 năm 1904. Không hài lòng với việc Đảng Dân chủ đề cử Alton Parker làm Tổng thống, họ đã tự đề cử một liên danh tranh cử. Sau 2 lần bỏ phiếu, Thomas Watson được đề cử làm Tổng thống và Thomas Tibbles được chọn làm người đồng tranh cử cùng ông.
| Phiếu bầu ứng cử viên Tổng thống | 1   | 2   | Phiếu bầu ứng cử viên Phó Tổng thống | 1   |
| -------------------------------- | --- | --- | ------------------------------------ | --- |
| Thomas E. Watson                 | 334 | 698 | Thomas H. Tibbles                    | 698 |
| William V. Allen                 | 319 | 0   |                                      |     |
| Samuel W. Williams               | 45  | 0   |                                      |     |

#### Đề cử của Đảng Cấm rượu
Đảng Cấm rượu họp ở Indianapolis từ ngày 29 tháng 6 đến ngày 1 tháng 7. Đại hội có sự tham dự của 758 đại biểu từ 39 bang. Silas C. Swallow được chọn làm ứng cử viên Tổng thống của đảng và George W. Carrol được chọn làm ứng cử viên Phó Tổng thống.

#### Đề cử của Đảng Lao động Xã hội
Đảng Lao động Xã hội họp tại Đại Cung điện Trung tâm ở thành phố New York từ ngày 2 đến ngày 8 tháng 7. Đại hội của họ có sự tham dự của 38 đại biểu từ 18 bang. Các đại biểu lần lượt đề cử Charles H. Corregan và William W. Cox làm Tổng thống và Phó Tổng thống.

#### Đề cử của Đảng Tự do Quốc gia
Đảng Tự do Quốc gia họp tại St. Louis, Missouri từ ngày 5 đến ngày 6 tháng 7 để đề cử Tổng thống. Trong khi 28 đại biểu tham dự đại hội đã bầu chọn Stanley P. Mitchell và William C. Payne làm liên danh của họ, đảng cuối cùng đã không tham gia tranh cử sau khi Mitchell từ chối tranh cử.

## Tổng tuyển cử

### Chiến dịch

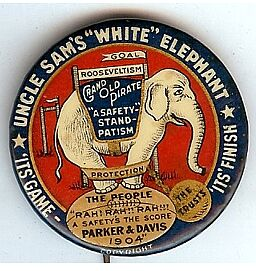
Khuy cài chiến dịch của Parker

Chiến dịch vận động tranh cử của 2 đảng kém sôi nổi hơn nhiều so với các năm 1896 và 1900. 2 ứng cử viên có lập trường chính trị giống nhau đến mức khó có thể phát hiện ra được sự khác biệt. Cả 2 người đều ủng hộ bản vị vàng; dù Đảng Dân chủ chống lại chủ nghĩa đế quốc một cách cứng rắn hơn nhưng cả 2 đều ủng hộ đối xử công bằng với người Philippines và ủng hộ họ được giải phóng vào phút cuối; và cả 2 đều tin rằng các liên đoàn lao động có quyền bình đẳng như các cá nhân trước tòa án. Phần tử cấp tiến trong Đảng Dân chủ tố cáo Parker là người bảo thủ; phần tử bảo thủ trong Đảng Cộng hòa tố cáo Theodore Roosevelt là người cấp tiến.
Trong chiến dịch tranh cử, có một số lúc Roosevelt bị coi là yếu thế hơn so với Parker. Đầu tiên, tờ New York World của Joseph Pulitzer đã đăng một bài báo cáo buộc nạn tham nhũng trong Cục Doanh nghiệp. Tổng thống Roosevelt thừa nhận một số khoản "thanh toán" nhất định đã được thực hiện nhưng phủ nhận bất kỳ hành vi "tống tiền" nào. Thứ hai, ông cố tình bổ nhiệm George B. Cortelyou, cựu Bộ trưởng Thương mại và Lao động, làm quản lý chiến dịch tranh cử của mình. Điều này rất quan trọng vì Cortelyou, người biết nhiều bí mật của các tập đoàn, có thể gây áp lực nhằm thu được nhiều khoản tiền đóng góp từ họ. Năm 1907, người ta tiết lộ rằng các công ty bảo hiểm đã đóng góp khá lớn cho chiến dịch của Roosevelt. Chỉ 1 tuần trước cuộc bầu cử, đích thân Roosevelt đã gọi EH Harriman, trùm đường sắt, đến Washington, DC, với mục đích gây quỹ nhằm thắng New York.
Tuy nhiên, không chỉ Roosevelt mà Parker cũng nhận được được các khoản tiền từ các tập đoàn. Parker nhận được hỗ trợ tài chính từ hệ thống ngân hàng của Morgan, giống như điều mà Cleveland, đảng viên phái Bourbon, đã làm trước đây. Thomas W. Lawson, một triệu phú ở Boston, cáo buộc Thượng nghị sĩ Bang New York Patrick Henry McCarren, một người ủng hộ nổi tiếng cho Parker, đã tống tiền Standard Oil 20.000 đô la một năm. Lawson còn khẳng định sẽ gửi Thượng nghị sĩ McCarren 100.000 USD (tương đương 32,6 triệu USD ngày nay) nếu ông có thể chứng minh mình đúng. Theo nhiều nguồn tin, McCarren chưa bao giờ có thể phủ nhận cáo buộc này. Một tờ báo thậm chí còn gọi McCarren là "con rắn Standard Oil của nền chính trị Brooklyn."

### Kết quả

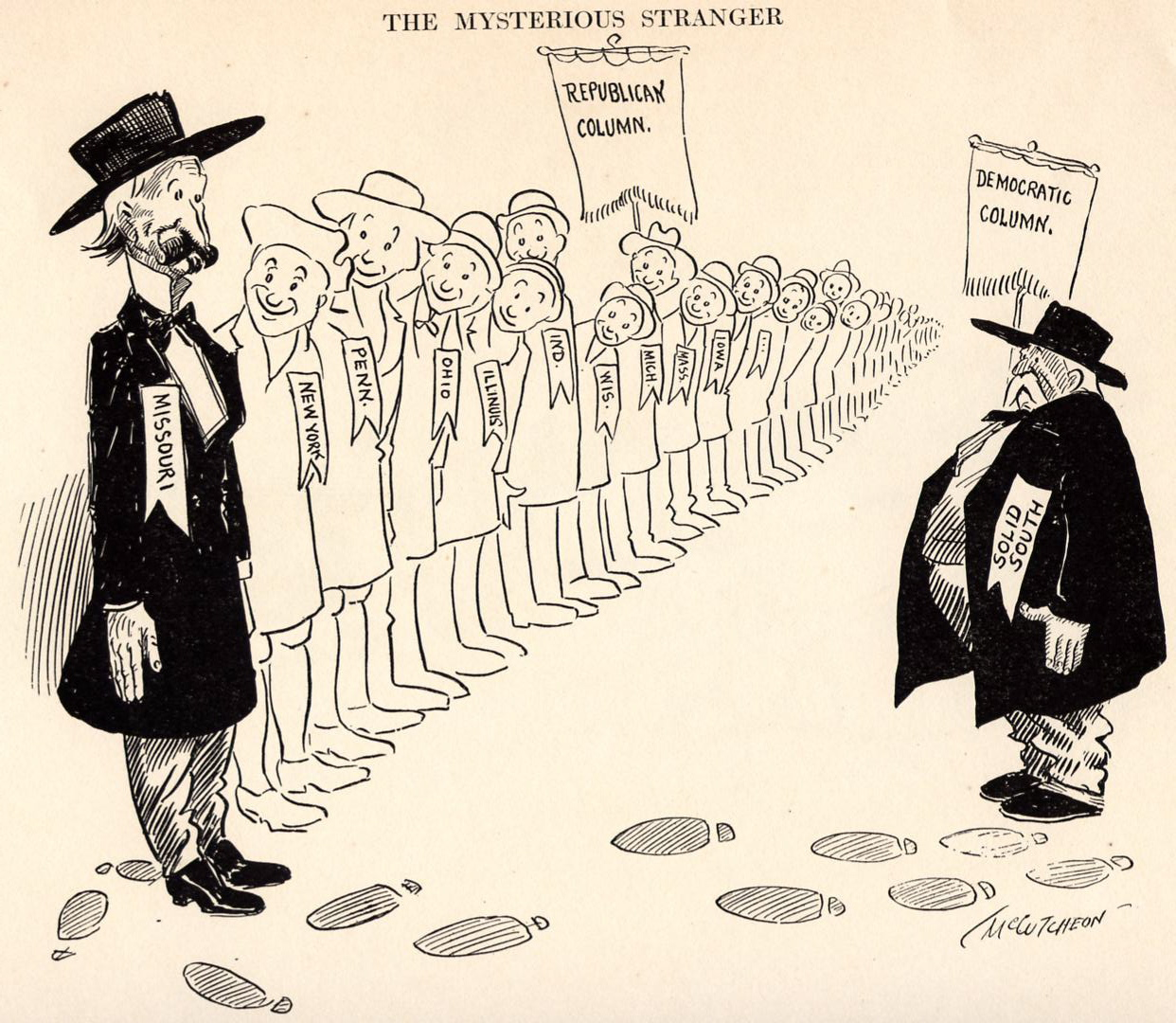
"Người lạ bí ẩn" – Một họa hình chính trị miêu tả việc Missouri "rời khỏi" miền Nam bằng cách bỏ phiếu cho đảng Cộng hòa.

Theodore Roosevelt đã giành chiến thắng vang dội, thắng hết tất cả các bang miền Bắc và miền Tây. Ông là đảng viên Đảng Cộng hòa đầu tiên thắng Missouri kể từ Ulysses S. Grant vào năm 1868. Khi bỏ phiếu cho đảng Cộng hòa, Missouri từ là một phần của khối bỏ phiếu miền Nam "vững chắc" đã trở thành một bang dao động trong suốt thế kỷ 20. Kết quả ở Maryland vô cùng sát sao. Lần đầu tiên trong lịch sử của bang, những lá phiếu được bang cung cấp và không có bất kỳ biểu tượng chính trị của bất kỳ đảng nào, được phát cho mỗi cử tri. Các ứng cử viên đại cử tri được liệt kê theo ứng cử viên Tổng thống và Phó Tổng thống của mỗi đảng; có 4 đảng được công nhận trong cuộc bầu cử: Dân chủ, Cộng hòa, Cấm rượu và Xã hội. Cử tri được tự do bỏ lá phiếu của mình cho tối đa 8 ứng cử viên của bất kỳ đảng nào. Trong khi chiến thắng trên toàn quốc của Roosevelt nhanh chóng được công nhận thì kết quả ở Maryland vẫn không được công bố trong vài tuần. Vào ngày 30 tháng 11, Roosevelt được tuyên bố là người chiến thắng trên toàn tiểu bang với cách biệt chỉ 51 phiếu bầu. Tuy nhiên, vì lá phiếu của cử tri cho đại cử tri tổng thống khác với lá phiếu bầu cho Tổng thống nên dù thắng, chỉ có một đại cử tri Đảng Cộng hòa duy nhất (Charles Bonaparte) được bầu. 7 người còn lại bỏ phiếu cho đảng Dân chủ.

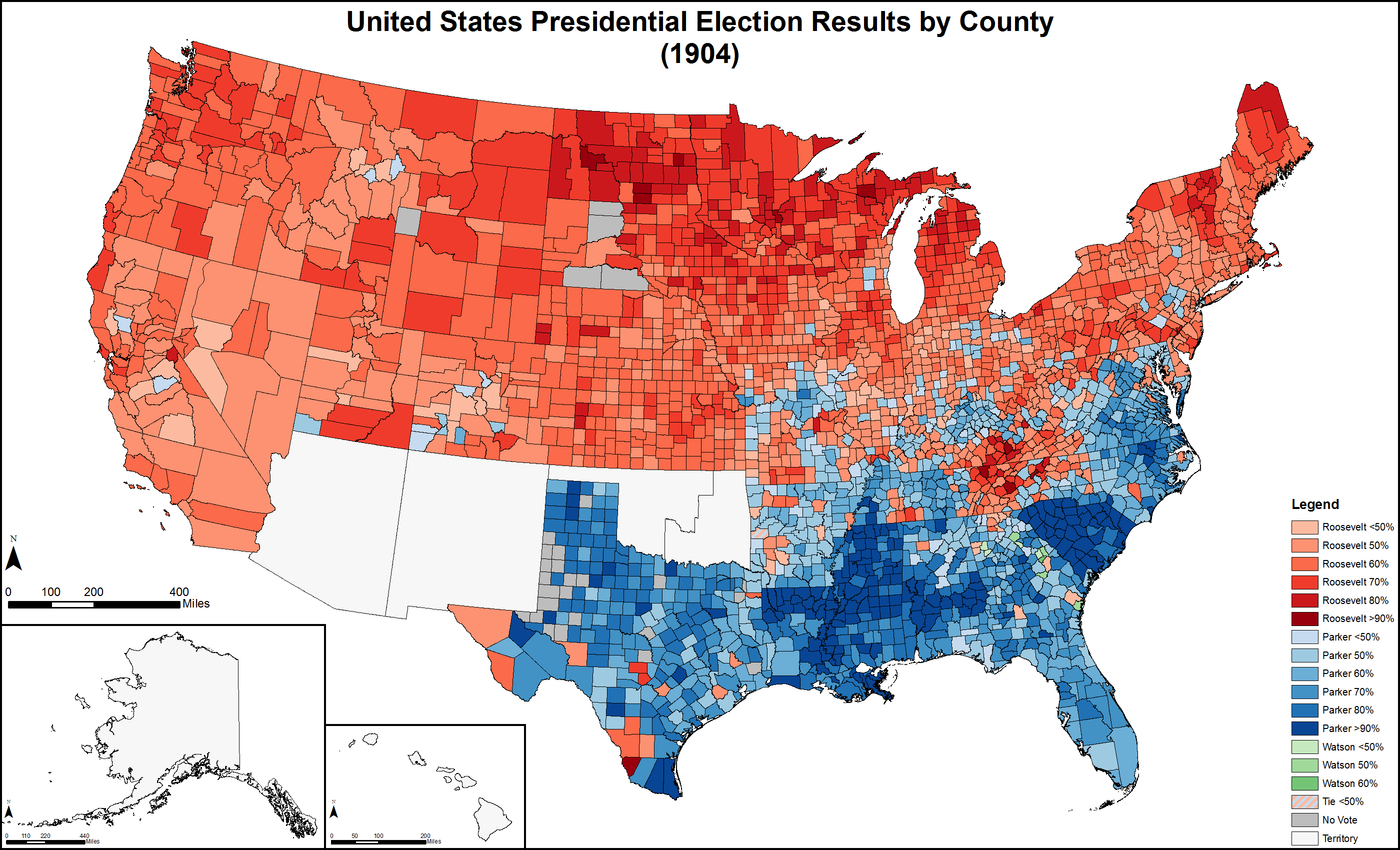
Kết quả theo quận, tô sắc theo phần trăm phiếu bầu cho ứng cử viên giành chiến thắng. Sắc đỏ cho Roosevelt (Đảng Cộng hòa), sắc xanh lam cho Parker (Đảng Dân chủ) và sắc xanh lục cho Watson (Đảng Dân túy).

Roosevelt thắng cử với cách biệt hơn 2,5 triệu phiếu phổ thông, khiến ông trở thành Tổng thống đầu tiên giành thắng cử trong cuộc đua chủ yếu tập trung vào 2 người với cách biệt nhiều hơn 1 triệu phiếu bầu. Roosevelt giành được 56,4% số phiếu phổ thông; điều đó, cùng với cách biệt phiếu phổ thông của ông là 18,8%, là mức lớn nhất được ghi nhận giữa chiến dịch tái tranh cử không đối thủ của James Monroe vào năm 1820 và chiến dịch tranh cử của Warren G. Harding vào năm 1920. Trong số 2.754 quận, Roosevelt thắng 1.611 (58,50%) và giành được đa số quá bán phiếu bầu trong 1.538; ông và Parker hòa nhau ở 1 quận (0,04%).
Thomas Watson, ứng cử viên Đảng Dân túy, nhận được 117.183 phiếu bầu và thắng được 9 quận (0,33%) tại Georgia, quê hương ông. Ông thắng đa số ở 5 quận, và tổng số phiếu bầu của ông cao gấp đôi số phiếu của Đảng Dân túy nhận được vào năm 1900 nhưng chưa bằng 1/8 tổng số phiếu của đảng vào năm 1892.
Parker đã thắng 1.133 quận (41,14%) và giành được đa số ở 1.057. Sự phân bổ phiếu bầu theo quận cho thấy ông là ứng cử viên yếu hơn William Jennings Bryan, ứng cử viên của đảng bốn năm trước đó, ở mọi khu vực trên toàn quốc, ngoại trừ vùng Thâm Nam, nơi mà sự thống trị của đảng Dân chủ vẫn mạnh mẽ, phần lớn là do sự tước quyền bầu cử của người da đen. Ở 17 tiểu bang, liên danh Parker – Davis không thắng được một quận nào, và bên ngoài miền Nam họ chỉ thắng 84.
Đây là cuộc bầu cử cuối cùng mà đảng Cộng hòa giành chiến thắng ở Colorado, Nebraska và Nevada cho đến năm 1920.
| Ứng cử viên Tổng thống               | Đảng                           | Bang nhà                       | Phiếu Phổ thông                | Phiếu Phổ thông                | Phiếu Đại cử tri | Đồng tranh cử              | Đồng tranh cử | Đồng tranh cử    |
| Ứng cử viên Tổng thống               | Đảng                           | Bang nhà                       | Số phiếu                       | %                              | Phiếu Đại cử tri | Ứng cử viên Phó Tổng thống | Bang nhà      | Phiếu Đại cử tri |
| ------------------------------------ | ------------------------------ | ------------------------------ | ------------------------------ | ------------------------------ | ---------------- | -------------------------- | ------------- | ---------------- |
| Theodore Roosevelt Jr. (đương nhiệm) | Cộng hòa                       | New York                       | 7,630,457                      | 56.42%                         | 336              | Charles Warren Fairbanks   | Indiana       | 336              |
| Alton Brooks Parker                  | Dân chủ                        | New York                       | 5,083,880                      | 37.59%                         | 140              | Henry Gassaway Davis       | West Virginia | 140              |
| Eugene Victor Debs                   | Xã hội                         | Indiana                        | 402,810                        | 2.98%                          | 0                | Benjamin Hanford           | New York      | 0                |
| Silas Comfort Swallow                | Cấm rượu                       | Pennsylvania                   | 259,102                        | 1.92%                          | 0                | George Washington Carroll  | Texas         | 0                |
| Thomas Edward Watson                 | Dân túy                        | Georgia                        | 114,070                        | 0.84%                          | 0                | Thomas Henry Tibbles       | Nebraska      | 0                |
| Charles Hunter Corregan              | Lao động Xã hội                | New York                       | 33,454                         | 0.25%                          | 0                | William Wesley Cox         | Illinois      | 0                |
| Khác                                 | Khác                           | Khác                           | 1,229                          | 0.01%                          | —                | Khác                       | Khác          | —                |
| Tổng cộng                            | Tổng cộng                      | Tổng cộng                      | 13,525,002                     | 100%                           | 476              |                            |               | 476              |
| Cần thiết để giành chiến thắng       | Cần thiết để giành chiến thắng | Cần thiết để giành chiến thắng | Cần thiết để giành chiến thắng | Cần thiết để giành chiến thắng | 239              |                            |               | 239              |

| \| Phiếu Phổ thông \| Phiếu Phổ thông \| Phiếu Phổ thông \| Phiếu Phổ thông \| Phiếu Phổ thông \| \| --------------- \| --------------- \| --------------- \| --------------- \| --------------- \| \| \| \| \| \| \| \| Roosevelt \| Roosevelt \| \| 56.42% \| 56.42% \| \| Parker \| Parker \| \| 37.59% \| 37.59% \| \| Debs \| Debs \| \| 2.98% \| 2.98% \| \| Swallow \| Swallow \| \| 1.92% \| 1.92% \| \| Watson \| Watson \| \| 0.84% \| 0.84% \| \| Khác \| Khác \| \| 0.26% \| 0.26% \| |           |  |        |        |
| Phiếu Phổ thông |           |  |        |        |
| |           |  |        |        |
| Roosevelt | Roosevelt |  | 56.42% | 56.42% |
| Parker | Parker    |  | 37.59% | 37.59% |
| Debs | Debs      |  | 2.98%  | 2.98%  |
| Swallow | Swallow   |  | 1.92%  | 1.92%  |
| Watson | Watson    |  | 0.84%  | 0.84%  |
| Khác | Khác      |  | 0.26%  | 0.26%  |

### Thư viện Kết quả

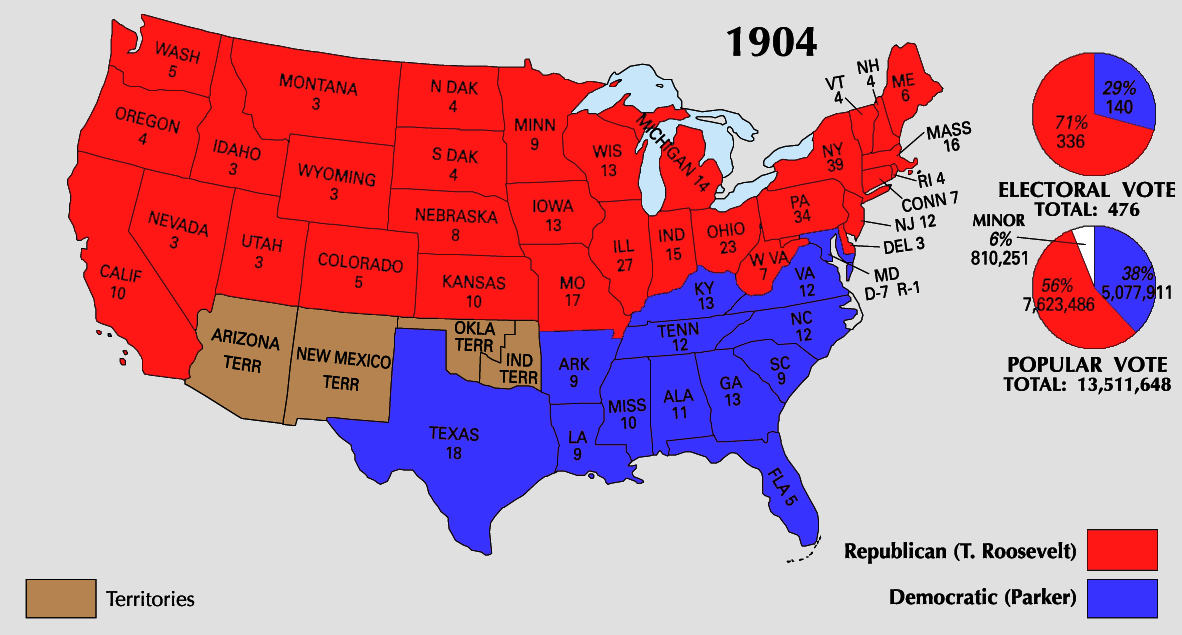
Kết quả Bầu cử chi tiết

Kết quả theo quận, được tô sắc theo phần trăm phiếu bầu

#### Kết quả theo Bản đồ

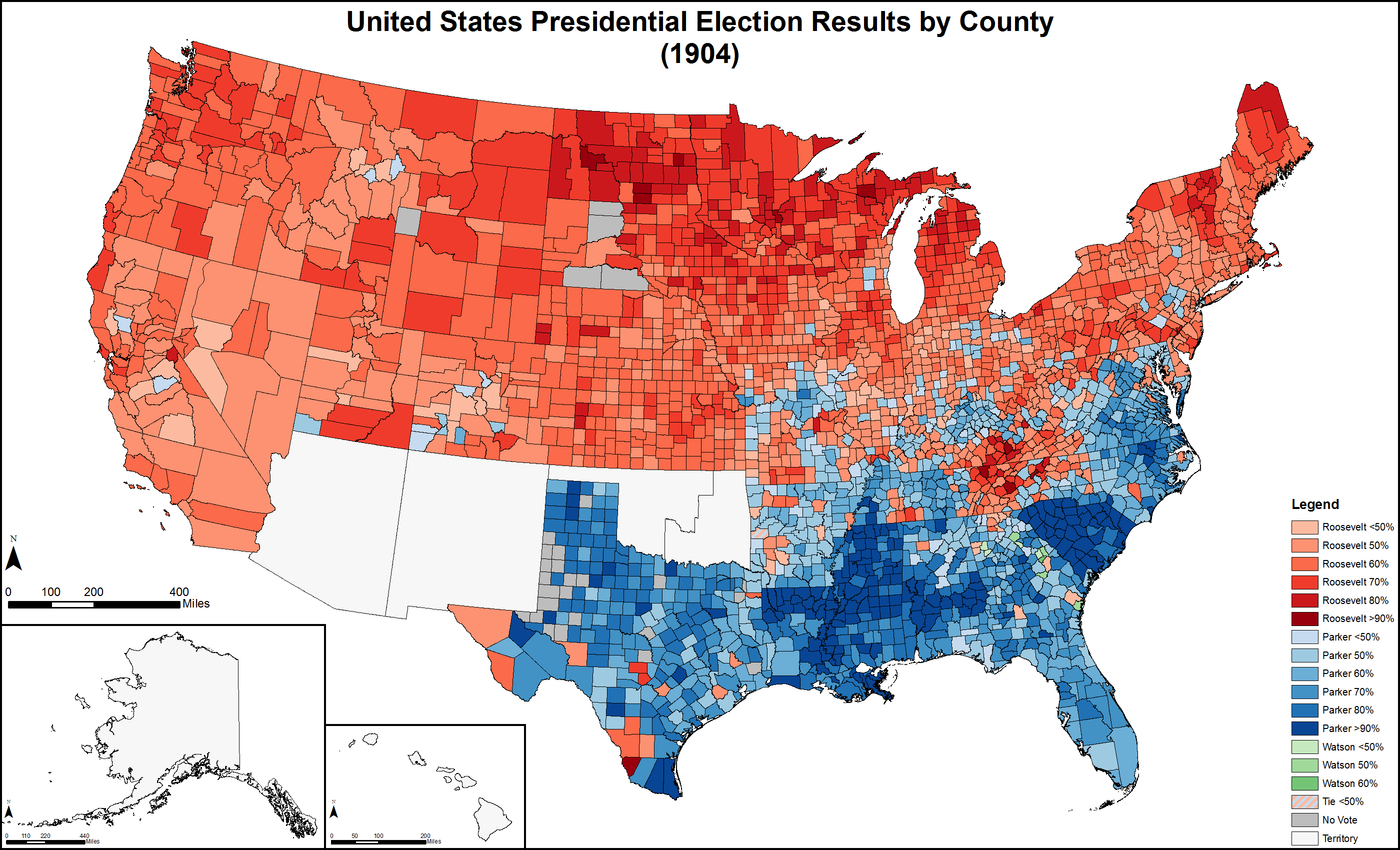
Kết quả theo quận
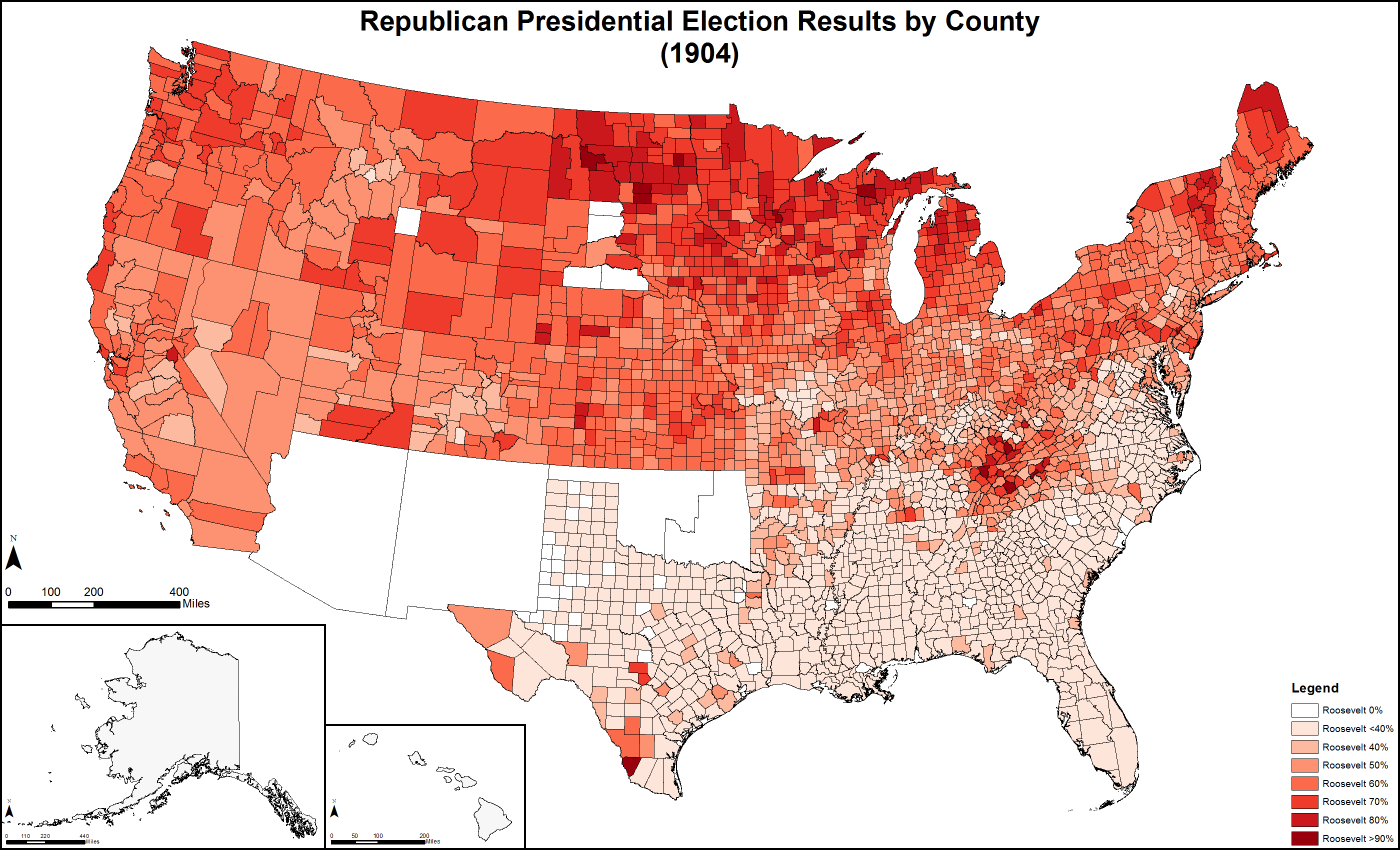
Quận bầu cho Đảng Cộng hòa, được tô sắc theo phần trăm phiếu bầu
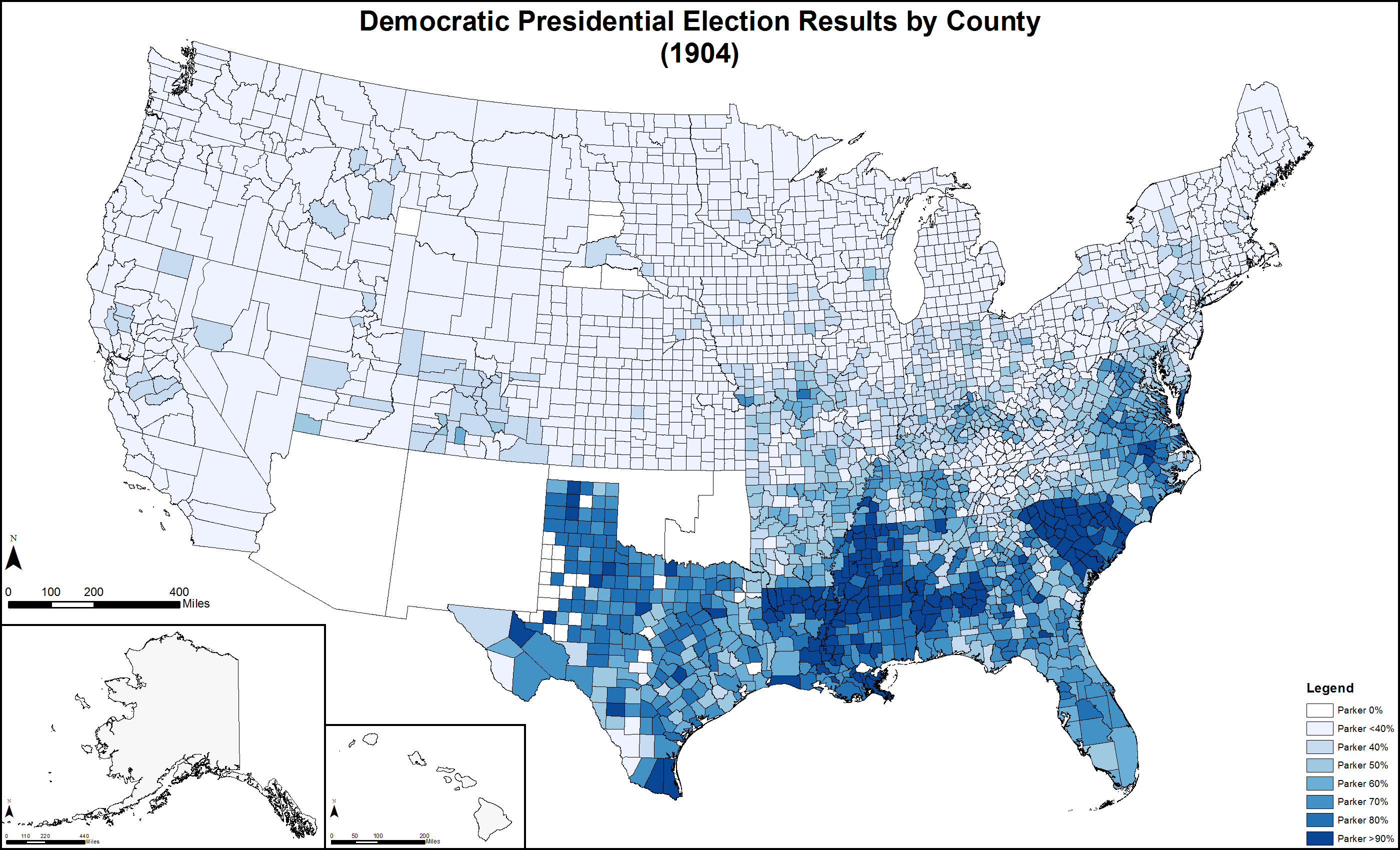
Quận bầu cho Đảng Dân chủ, được tô sắc theo phần trăm phiếu bầu
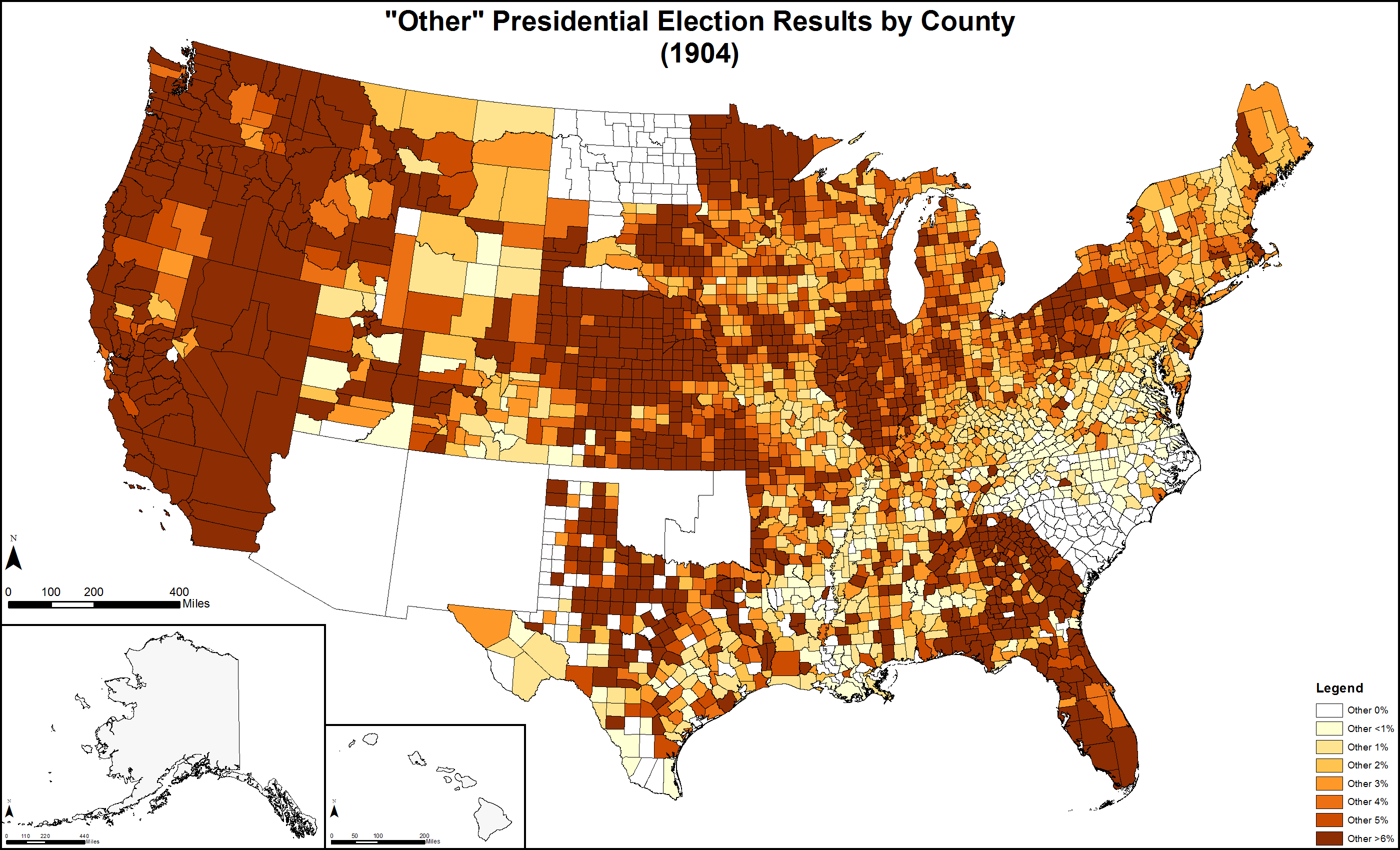
Quận bầu cho ứng cử viên "Khác", được tô sắc theo phần trăm phiếu bầu
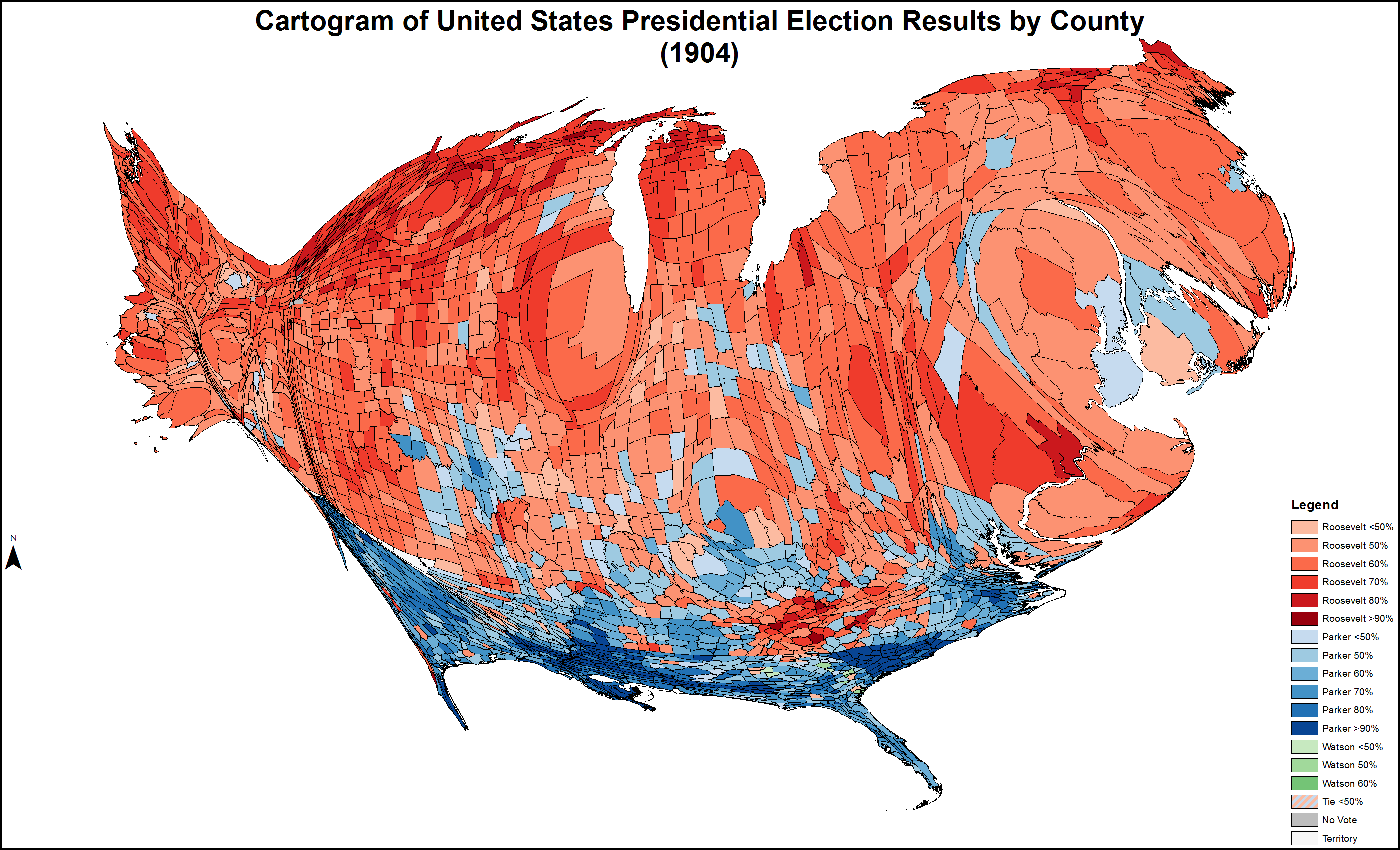
Tích đồ biểu thị kết quả theo quận
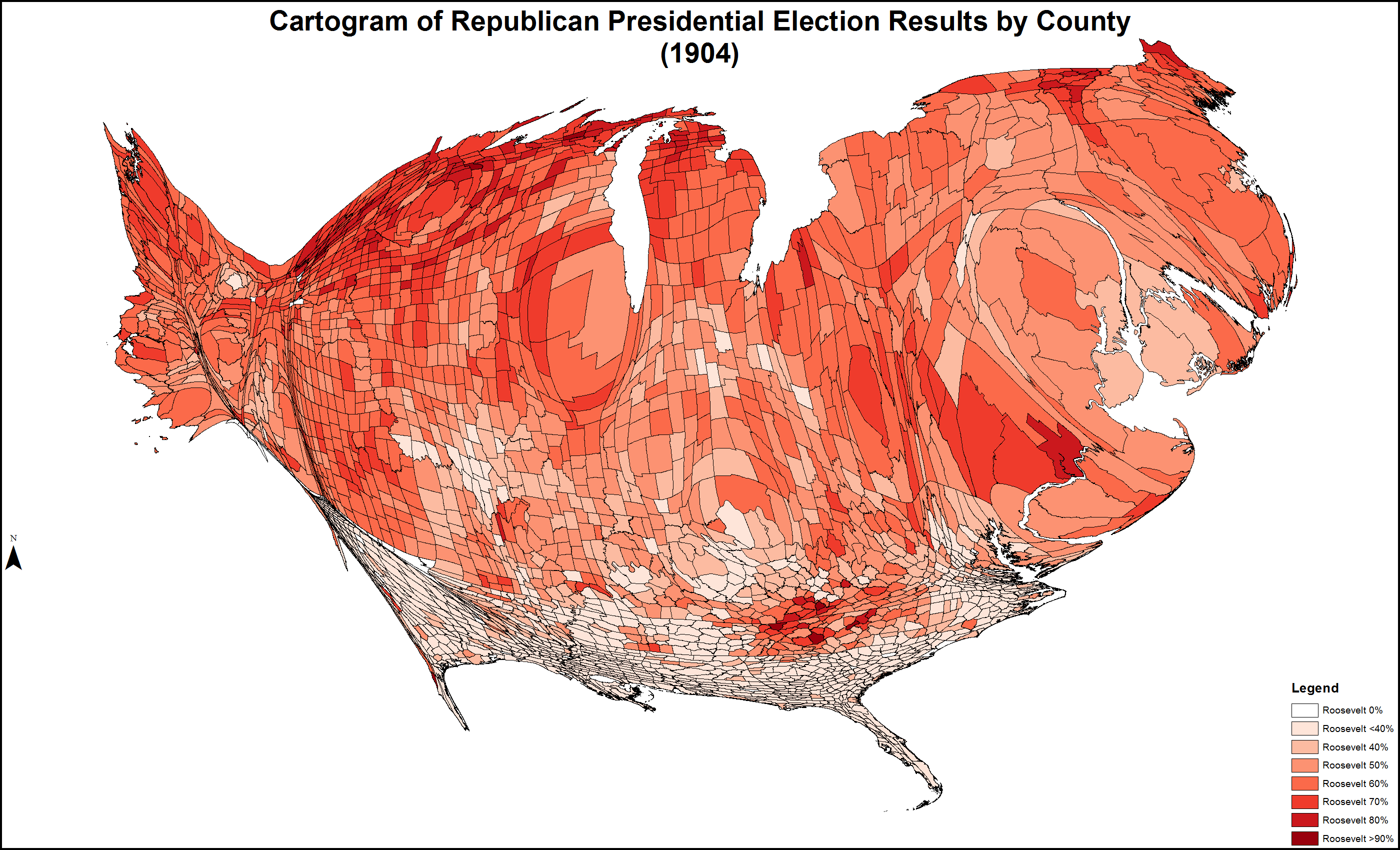
Tích đồ biểu thị quận bầu cho Đảng Cộng hòa
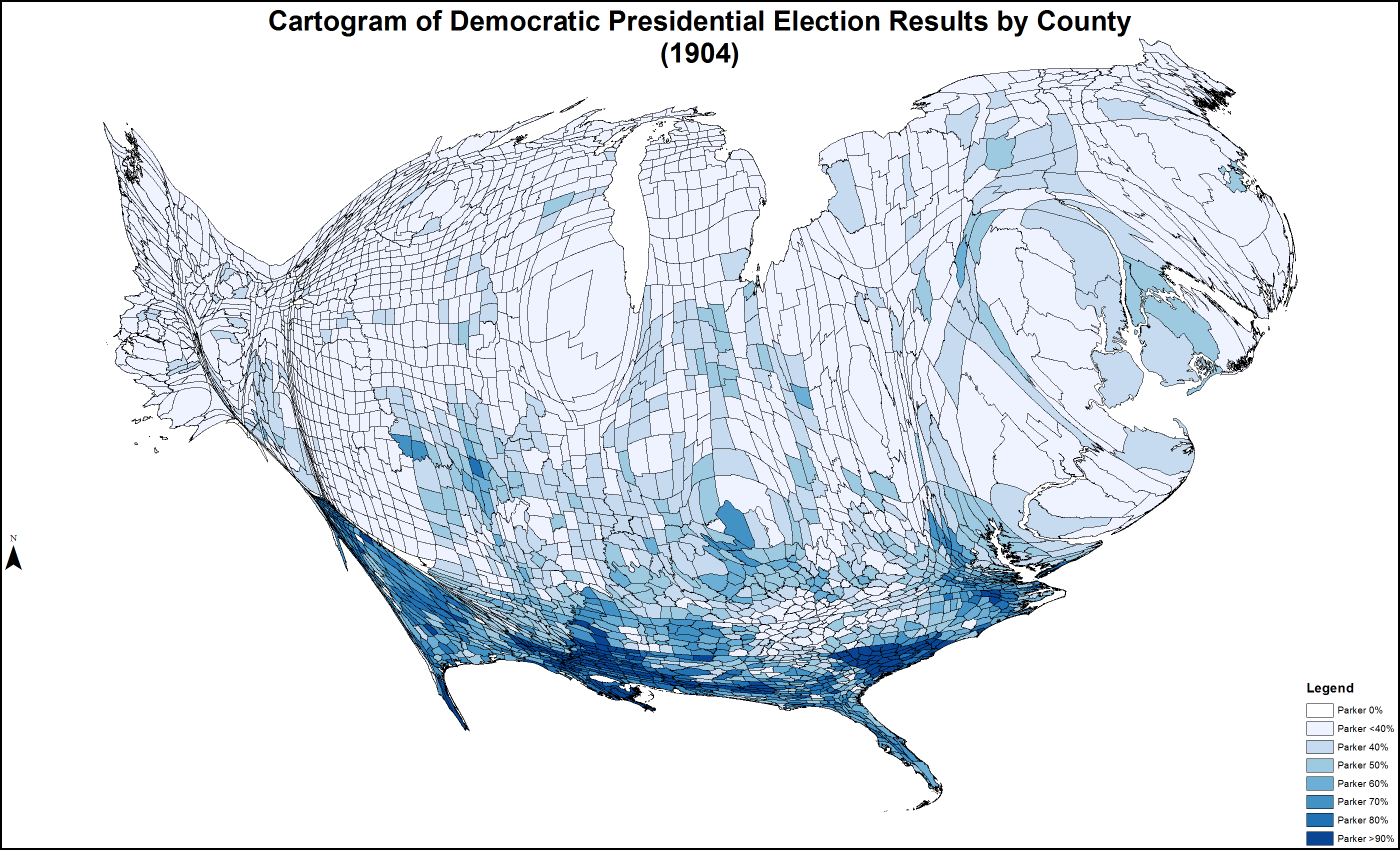
Tích đồ biểu thị quận bầu cho Đảng Dân chủ
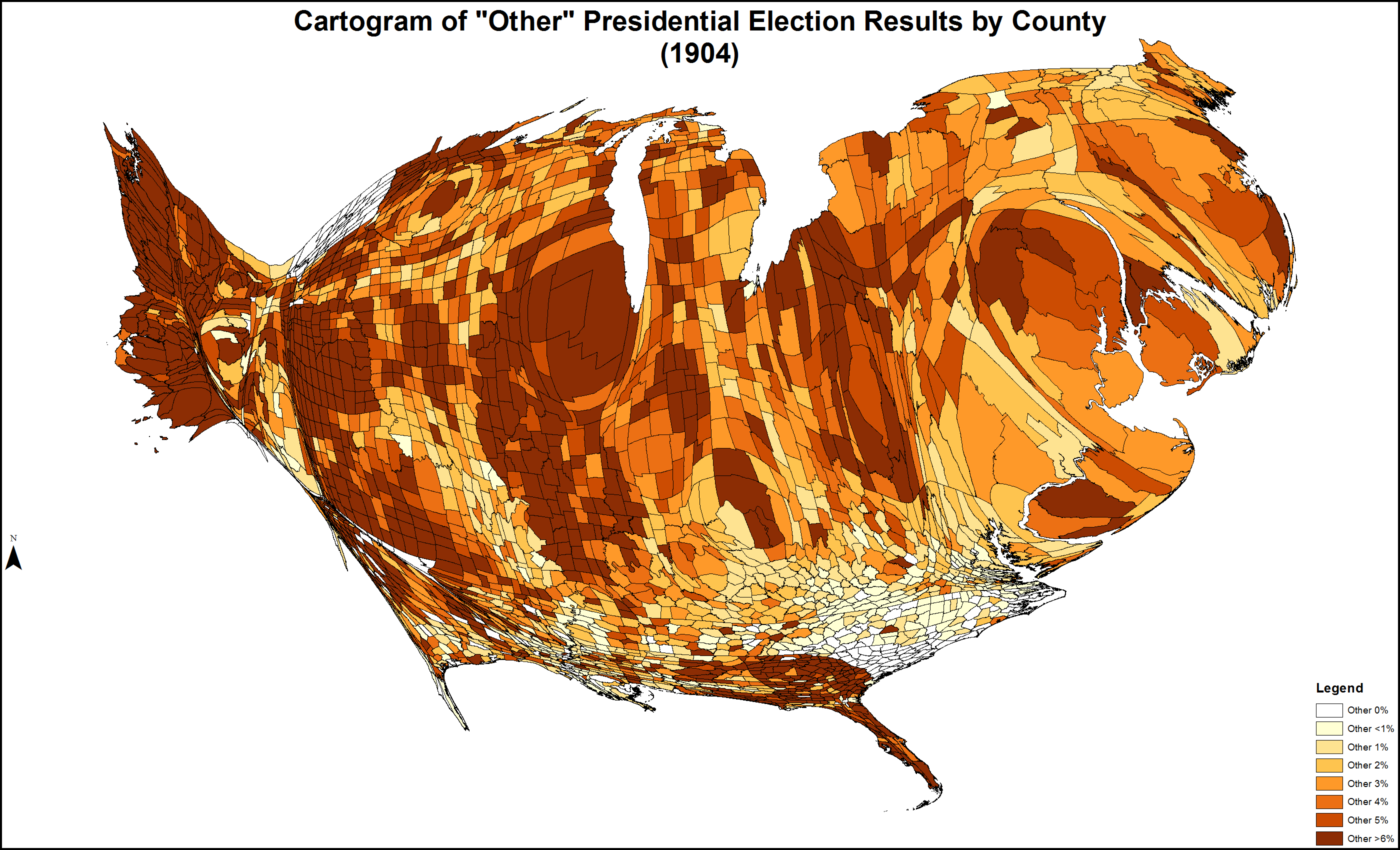
Tích đồ biểu thị quận bầu cho ứng cử viên "Khác"

### Kết quả theo Tiểu bang
| Bang/Quận thắng bởi Parker/Davis        |
| Bang/Quận thắng bởi Roosevelt/Fairbanks |

|                |                  | Theodore Roosevelt Cộng hòa | Theodore Roosevelt Cộng hòa | Theodore Roosevelt Cộng hòa | Alton B. Parker Dân chủ | Alton B. Parker Dân chủ | Alton B. Parker Dân chủ | Eugene V. Debs Xã hội | Eugene V. Debs Xã hội | Eugene V. Debs Xã hội | Silas Swallow Cấm rượu | Silas Swallow Cấm rượu | Silas Swallow Cấm rượu | Thomas Watson Dân túy | Thomas Watson Dân túy | Thomas Watson Dân túy | Charles Corregan Lao động Xã hội | Charles Corregan Lao động Xã hội | Charles Corregan Lao động Xã hội | Cách biệt | Cách biệt | Tổng cộng  | Tổng cộng |
| Tiểu bang      | phiếu đại cử tri | #                           | %                           | phiếu đại cử tri            | #                       | %                       | phiếu đại cử tri        | #                     | %                     | phiếu đại cử tri      | #                      | %                      | phiếu đại cử tri       | #                     | %                     | phiếu đại cử tri      | #                                | %                                | phiếu đại cử tri                 | #         | %         | #          |           |
| -------------- | ---------------- | --------------------------- | --------------------------- | --------------------------- | ----------------------- | ----------------------- | ----------------------- | --------------------- | --------------------- | --------------------- | ---------------------- | ---------------------- | ---------------------- | --------------------- | --------------------- | --------------------- | -------------------------------- | -------------------------------- | -------------------------------- | --------- | --------- | ---------- | --------- |
| Alabama        | 11               | 22,472                      | 20.66                       | -                           | 79,797                  | 73.35                   | 11                      | 853                   | 0.78                  | -                     | 612                    | 0.56                   | -                      | 5,051                 | 4.64                  | -                     | -                                | -                                | -                                | -57,325   | -52.70    | 108,785    | AL        |
| Arkansas       | 9                | 46,860                      | 40.25                       | -                           | 64,434                  | 55.35                   | 9                       | 1,816                 | 1.56                  | -                     | 993                    | 0.85                   | -                      | 2,318                 | 1.99                  | -                     | -                                | -                                | -                                | -17,574   | -15.10    | 116,421    | AR        |
| California     | 10               | 205,226                     | 61.84                       | 10                          | 89,404                  | 26.94                   | -                       | 29,535                | 8.90                  | -                     | 7,380                  | 2.22                   | -                      | 2                     | 0.00                  | -                     | -                                | -                                | -                                | 115,822   | 34.90     | 331,878    | CA        |
| Colorado       | 5                | 134,661                     | 55.26                       | 5                           | 100,105                 | 41.08                   | -                       | 4,304                 | 1.77                  | -                     | 3,438                  | 1.41                   | -                      | 824                   | 0.34                  | -                     | 335                              | 0.14                             | -                                | 34,556    | 14.18     | 243,667    | CO        |
| Connecticut    | 7                | 111,089                     | 58.12                       | 7                           | 72,909                  | 38.15                   | -                       | 4,543                 | 2.38                  | -                     | 1,506                  | 0.79                   | -                      | 495                   | 0.26                  | -                     | 575                              | 0.30                             | -                                | 38,180    | 19.98     | 191,128    | CT        |
| Delaware       | 3                | 23,705                      | 54.05                       | 3                           | 19,347                  | 44.11                   | -                       | 146                   | 0.33                  | -                     | 607                    | 1.38                   | -                      | 51                    | 0.12                  | -                     | -                                | -                                | -                                | 4,358     | 9.94      | 43,856     | DE        |
| Florida        | 5                | 8,314                       | 21.48                       | -                           | 26,449                  | 68.33                   | 5                       | 2,337                 | 6.04                  | -                     | -                      | -                      | -                      | 1,605                 | 4.15                  | -                     | -                                | -                                | -                                | -18,135   | -46.85    | 38,705     | FL        |
| Georgia        | 13               | 24,004                      | 18.33                       | -                           | 83,466                  | 63.72                   | 13                      | 196                   | 0.15                  | -                     | 685                    | 0.52                   | -                      | 22,635                | 17.28                 | -                     | -                                | -                                | -                                | -59,462   | -45.40    | 130,986    | GA        |
| Idaho          | 3                | 47,783                      | 65.84                       | 3                           | 18,480                  | 25.46                   | -                       | 4,949                 | 6.82                  | -                     | 1,013                  | 1.40                   | -                      | 353                   | 0.49                  | -                     | -                                | -                                | -                                | 29,303    | 40.37     | 72,578     | ID        |
| Illinois       | 27               | 632,645                     | 58.77                       | 27                          | 327,606                 | 30.43                   | -                       | 69,225                | 6.43                  | -                     | 34,770                 | 3.23                   | -                      | 6,725                 | 0.62                  | -                     | 4,698                            | 0.44                             | -                                | 305,039   | 28.34     | 1,076,499  | IL        |
| Indiana        | 15               | 368,289                     | 53.99                       | 15                          | 274,345                 | 40.22                   | -                       | 12,013                | 1.76                  | -                     | 23,496                 | 3.44                   | -                      | 2,444                 | 0.36                  | -                     | 1,598                            | 0.23                             | -                                | 93,944    | 13.77     | 682,185    | IN        |
| Iowa           | 13               | 308,158                     | 63.39                       | 13                          | 149,276                 | 30.71                   | -                       | 14,849                | 3.05                  | -                     | 11,603                 | 2.39                   | -                      | 2,207                 | 0.45                  | -                     | -                                | -                                | -                                | 158,882   | 32.69     | 486,093    | IA        |
| Kansas         | 10               | 212,955                     | 64.81                       | 10                          | 86,174                  | 26.23                   | -                       | 15,869                | 4.83                  | -                     | 7,306                  | 2.22                   | -                      | 6,257                 | 1.90                  | -                     | -                                | -                                | -                                | 126,781   | 38.59     | 328,561    | KS        |
| Kentucky       | 13               | 205,457                     | 47.13                       | -                           | 217,170                 | 49.82                   | 13                      | 3,599                 | 0.83                  | -                     | 6,603                  | 1.51                   | -                      | 2,521                 | 0.58                  | -                     | 596                              | 0.14                             | -                                | -11,713   | -2.69     | 435,946    | KY        |
| Louisiana      | 9                | 5,205                       | 9.66                        | -                           | 47,708                  | 88.50                   | 9                       | 995                   | 1.85                  | -                     | -                      | -                      | -                      | -                     | -                     | -                     | -                                | -                                | -                                | -42,503   | -78.84    | 53,908     | LA        |
| Maine          | 6                | 65,432                      | 67.44                       | 6                           | 27,642                  | 28.49                   | -                       | 2,102                 | 2.17                  | -                     | 1,510                  | 1.56                   | -                      | 337                   | 0.35                  | -                     | -                                | -                                | -                                | 37,790    | 38.95     | 97,023     | ME        |
| Maryland       | 8                | 109,497                     | 48.83                       | 1                           | 109,446                 | 48.81                   | 7                       | 2,247                 | 1.00                  | -                     | 3,034                  | 1.35                   | -                      | 1                     | 0.00                  | -                     | -                                | -                                | -                                | 51        | 0.02      | 224,229    | MD        |
| Massachusetts  | 16               | 257,822                     | 57.92                       | 16                          | 165,746                 | 37.24                   | -                       | 13,604                | 3.06                  | -                     | 4,279                  | 0.96                   | -                      | 1,294                 | 0.29                  | -                     | 2,359                            | 0.53                             | -                                | 92,076    | 20.69     | 445,109    | MA        |
| Michigan       | 14               | 364,957                     | 69.51                       | 14                          | 135,392                 | 25.79                   | -                       | 9,042                 | 1.72                  | -                     | 13,441                 | 2.56                   | -                      | 1,159                 | 0.22                  | -                     | 1,036                            | 0.20                             | -                                | 229,565   | 43.72     | 525,027    | MI        |
| Minnesota      | 11               | 216,651                     | 73.98                       | 11                          | 55,187                  | 18.84                   | -                       | 11,692                | 3.99                  | -                     | 6,253                  | 2.14                   | -                      | 2,103                 | 0.72                  | -                     | 974                              | 0.33                             | -                                | 161,464   | 55.13     | 292,860    | MN        |
| Mississippi    | 10               | 3,280                       | 5.59                        | -                           | 53,480                  | 91.07                   | 10                      | 462                   | 0.79                  | -                     | -                      | -                      | -                      | 1,499                 | 2.55                  | -                     | -                                | -                                | -                                | -50,200   | -85.49    | 58,721     | MS        |
| Missouri       | 18               | 321,449                     | 49.93                       | 18                          | 296,312                 | 46.02                   | -                       | 13,009                | 2.02                  | -                     | 7,191                  | 1.12                   | -                      | 4,226                 | 0.66                  | -                     | 1,674                            | 0.26                             | -                                | 25,137    | 3.90      | 643,861    | MO        |
| Montana        | 3                | 34,932                      | 54.21                       | 3                           | 21,773                  | 33.79                   | -                       | 5,676                 | 8.81                  | -                     | 335                    | 0.52                   | -                      | 1,520                 | 2.36                  | -                     | 208                              | 0.32                             | -                                | 13,159    | 20.42     | 64,444     | MT        |
| Nebraska       | 8                | 138,558                     | 61.38                       | 8                           | 52,921                  | 23.44                   | -                       | 7,412                 | 3.28                  | -                     | 6,323                  | 2.80                   | -                      | 20,518                | 9.09                  | -                     | -                                | -                                | -                                | 85,637    | 37.94     | 225,732    | NE        |
| Nevada         | 3                | 6,864                       | 56.66                       | 3                           | 3,982                   | 32.87                   | -                       | 925                   | 7.64                  | -                     | -                      | -                      | -                      | 344                   | 2.84                  | -                     | -                                | -                                | -                                | 2,882     | 23.79     | 12,115     | NV        |
| New Hampshire  | 4                | 54,163                      | 60.07                       | 4                           | 34,074                  | 37.79                   | -                       | 1,090                 | 1.21                  | -                     | 750                    | 0.83                   | -                      | 83                    | 0.09                  | -                     | -                                | -                                | -                                | 20,089    | 22.28     | 90,161     | NH        |
| New Jersey     | 12               | 245,164                     | 56.68                       | 12                          | 164,566                 | 38.05                   | -                       | 9,587                 | 2.22                  | -                     | 6,845                  | 1.58                   | -                      | 3,705                 | 0.86                  | -                     | 2,680                            | 0.62                             | -                                | 80,598    | 18.63     | 432,547    | NJ        |
| New York       | 39               | 859,533                     | 53.13                       | 39                          | 683,981                 | 42.28                   | -                       | 36,883                | 2.28                  | -                     | 20,787                 | 1.28                   | -                      | 7,459                 | 0.46                  | -                     | 9,127                            | 0.56                             | -                                | 175,552   | 10.85     | 1,617,770  | NY        |
| North Carolina | 12               | 82,442                      | 39.67                       | -                           | 124,091                 | 59.71                   | 12                      | 124                   | 0.06                  | -                     | 342                    | 0.16                   | -                      | 819                   | 0.39                  | -                     | -                                | -                                | -                                | -41,649   | -20.04    | 207,818    | NC        |
| North Dakota   | 4                | 52,595                      | 75.12                       | 4                           | 14,273                  | 20.39                   | -                       | 2,009                 | 2.87                  | -                     | 1,137                  | 1.62                   | -                      | -                     | -                     | -                     | -                                | -                                | -                                | 38,322    | 54.73     | 70,014     | ND        |
| Ohio           | 23               | 600,095                     | 59.75                       | 23                          | 344,674                 | 34.32                   | -                       | 36,260                | 3.61                  | -                     | 19,339                 | 1.93                   | -                      | 1,392                 | 0.14                  | -                     | 2,633                            | 0.26                             | -                                | 255,421   | 25.43     | 1,004,393  | OH        |
| Oregon         | 4                | 60,455                      | 67.06                       | 4                           | 17,521                  | 19.43                   | -                       | 7,619                 | 8.45                  | -                     | 3,806                  | 4.22                   | -                      | 753                   | 0.84                  | -                     | -                                | -                                | -                                | 42,934    | 47.62     | 90,154     | OR        |
| Pennsylvania   | 34               | 840,949                     | 68.00                       | 34                          | 337,998                 | 27.33                   | -                       | 21,863                | 1.77                  | -                     | 33,717                 | 2.73                   | -                      | -                     | -                     | -                     | 2,211                            | 0.18                             | -                                | 502,951   | 40.67     | 1,236,738  | PA        |
| Rhode Island   | 4                | 41,605                      | 60.60                       | 4                           | 24,839                  | 36.18                   | -                       | 956                   | 1.39                  | -                     | 768                    | 1.12                   | -                      | -                     | -                     | -                     | 488                              | 0.71                             | -                                | 16,766    | 24.42     | 68,656     | RI        |
| South Carolina | 9                | 2,554                       | 4.63                        | -                           | 52,563                  | 95.36                   | 9                       | -                     | -                     | -                     | -                      | -                      | -                      | 1                     | 0.00                  | -                     | -                                | -                                | -                                | -50,009   | -90.73    | 55,118     | SC        |
| South Dakota   | 4                | 72,083                      | 71.09                       | 4                           | 21,969                  | 21.67                   | -                       | 3,138                 | 3.09                  | -                     | 2,965                  | 2.92                   | -                      | 1,240                 | 1.22                  | -                     | -                                | -                                | -                                | 50,114    | 49.42     | 101,395    | SD        |
| Tennessee      | 12               | 105,363                     | 43.40                       | -                           | 131,653                 | 54.23                   | 12                      | 1,354                 | 0.56                  | -                     | 1,889                  | 0.78                   | -                      | 2,491                 | 1.03                  | -                     | -                                | -                                | -                                | -26,290   | -10.83    | 242,750    | TN        |
| Texas          | 18               | 51,242                      | 21.90                       | -                           | 167,200                 | 71.45                   | 18                      | 2,791                 | 1.19                  | -                     | 4,292                  | 1.83                   | -                      | 8,062                 | 3.45                  | -                     | 421                              | 0.18                             | -                                | -115,958  | -49.55    | 234,008    | TX        |
| Utah           | 3                | 62,446                      | 61.42                       | 3                           | 33,413                  | 32.86                   | -                       | 5,767                 | 5.67                  | -                     | -                      | -                      | -                      | -                     | -                     | -                     | -                                | -                                | -                                | 29,033    | 28.56     | 101,672    | UT        |
| Vermont        | 4                | 40,459                      | 77.97                       | 4                           | 9,777                   | 18.84                   | -                       | 859                   | 1.66                  | -                     | 792                    | 1.53                   | -                      | -                     | -                     | -                     | -                                | -                                | -                                | 30,682    | 59.13     | 51,888     | VT        |
| Virginia       | 12               | 48,180                      | 36.95                       | -                           | 80,649                  | 61.84                   | 12                      | 202                   | 0.15                  | -                     | 1,379                  | 1.06                   | -                      | -                     | -                     | -                     | -                                | -                                | -                                | -32,469   | -24.90    | 130,410    | VA        |
| Washington     | 5                | 101,540                     | 69.95                       | 5                           | 28,098                  | 19.36                   | -                       | 10,023                | 6.91                  | -                     | 3,229                  | 2.22                   | -                      | 669                   | 0.46                  | -                     | 1,592                            | 1.10                             | -                                | 73,442    | 50.60     | 145,151    | WA        |
| West Virginia  | 7                | 132,620                     | 55.26                       | 7                           | 100,855                 | 42.03                   | -                       | 1,573                 | 0.66                  | -                     | 4,599                  | 1.92                   | -                      | 339                   | 0.14                  | -                     | -                                | -                                | -                                | 31,765    | 13.24     | 239,986    | WV        |
| Wisconsin      | 13               | 280,315                     | 63.21                       | 13                          | 124,205                 | 28.01                   | -                       | 28,240                | 6.37                  | -                     | 9,872                  | 2.23                   | -                      | 560                   | 0.13                  | -                     | 249                              | 0.06                             | -                                | 156,110   | 35.20     | 443,441    | WI        |
| Wyoming        | 3                | 20,489                      | 66.72                       | 3                           | 8,930                   | 29.08                   | -                       | 1,072                 | 3.49                  | -                     | 217                    | 0.71                   | -                      | -                     | -                     | -                     | -                                | -                                | -                                | 11,559    | 37.64     | 30,708     | WY        |
| TỔNG CỘNG:     | 476              | 7,630,557                   | 56.42                       | 336                         | 5,083,880               | 37.59                   | 140                     | 402,810               | 2.98                  | -                     | 259,103                | 1.92                   | -                      | 114,062               | 0.84                  | -                     | 33,454                           | 0.25                             | -                                | 2,546,677 | 18.83     | 13,525,095 | US        |

### Tiểu bang sít sao

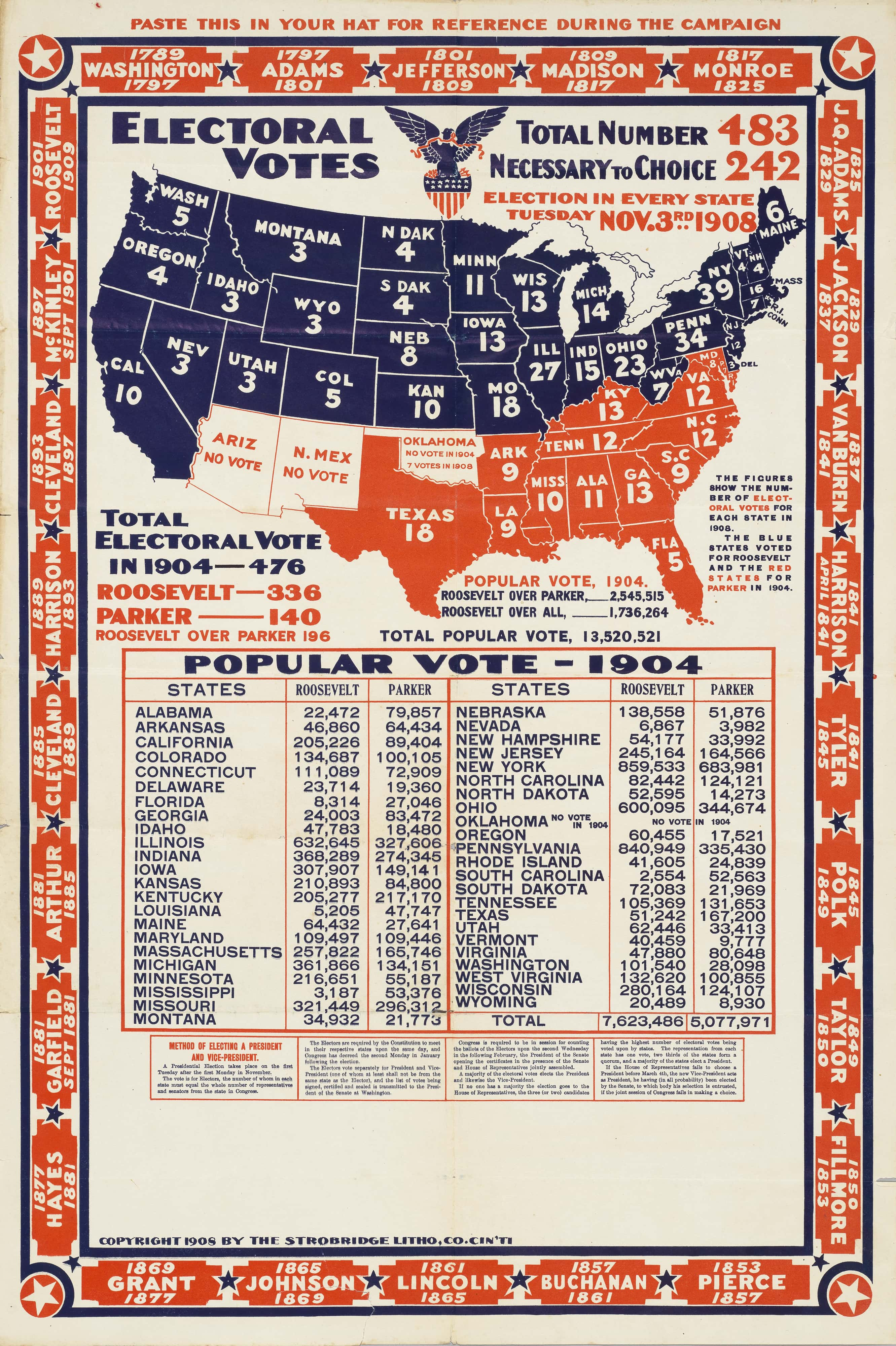
A poster created by the Strobridge Lithographing Company of the election results

Các bang có cách biệt chiến thắng dưới 1% (8 phiếu đại cử tri):
1. Maryland, 0,02% (51 phiếu)

Các bang có cách biệt chiến thắng dưới 5% (31 phiếu đại cử tri):
1. Kentucky, 2,69% (11.713 phiếu)
2. Missouri, 3,90% (25.137 phiếu)

Các bang có cách biệt chiến thắng giữa 5% và 10% (3 phiếu đại cử tri):
1. Delaware, 9,94% (4.358 phiếu)

Tiểu bang quyết định
1. New Jersey, 18,63% (80.598 phiếu)

#### Thống kê
Các quận với tỷ lệ phiếu bầu cho Đảng Cộng hòa cao nhất:
1. Quận Keweenaw, Michigan 94,55%
2. Quận Mercer, Bắc Dakota 93,68%
3. Quận Logan, Bắc Dakota 93,61%
4. Quận McIntosh, Bắc Dakota 92,70%
5. Quận Zapata, Texas 92,48%

Các quận với tỷ lệ phiếu bầu cho Đảng Dân chủ cao nhất:
1. Quận Horry, Nam Carolina 100,00%
2. Quận Georgetown, Nam Carolina 100,00%
3. Quận Fairfield, Nam Carolina 100,00%
4. Quận Madison, Louisiana 100,00%
5. Quận Potter, Texas 100,00%

Các quận với tỷ lệ phiếu bầu cho Đảng Dân túy cao nhất:
1. Quận Glascock, Georgia 69,38%
2. Quận McDuffie, Georgia 58,59%
3. Quận McIntosh, Georgia 56,55%
4. Quận Jackson, Georgia 55,29%
5. Quận Johnson, Georgia 53,05%